# 常磐高速バス

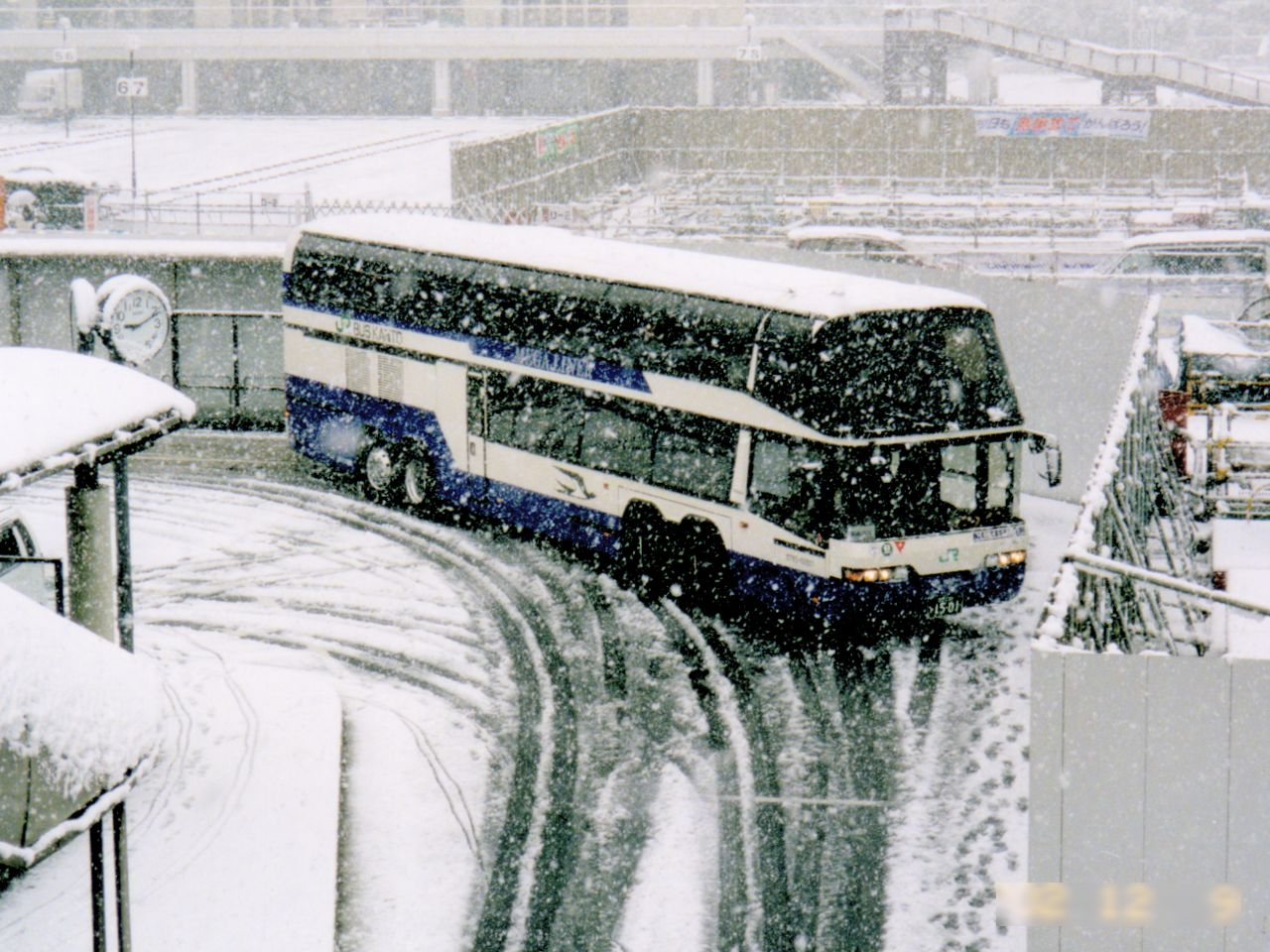
常磐高速バス「つくば号」

常磐高速バス（じょうばんこうそくバス）は、主にジェイアールバス関東（JRバス関東）が運行に携わり、主に東京駅から常磐自動車道を経由して運行する高速バス路線群である。

## 定義
常磐自動車道を経由する高速バスは、各路線ごとに行き先にちなんだ愛称が設定されており、「常磐高速バス」は正式な路線総称として設定されたものではない。しかし、運行事業者であるJRバス関東は、各路線群の総称として利用者向けの案内として公式サイト上で使用している 上、バス雑誌「バス・ジャパン」においても、運行事業者の担当者が執筆した記事において「常磐高速バス」と呼称している。
また、これらの高速バス路線沿線に所在する施設において、公式サイトの交通案内で「常磐高速バス」と表記しているケースが複数存在する ほか、利用者用駐車場を併設した高速バス乗降場に「常磐高速バスターミナル」と掲示する事例も存在する など、利用者・事業者の双方に使用されている通称であることが窺える。
本項では、公式サイト上で「常磐高速バス」という名称を使用しているJRバス関東が運行に携わる高速バス路線群について記述する。

## 概要

### 経緯
常磐自動車道には、供用開始してからしばらくは高速バス路線の設定が行なわれていなかった。これは、国鉄（後のJR）常磐線に特急列車が多数設定されていること、採算性に関してリスクがあったことや（1960年代から1970年代に一般道経由で運行していた常磐急行交通の急行バス失敗例もあった）などが理由として挙げられている。その筑波研究学園都市も開発の進展により、東京方面との移動需要が多くなった。
当時、筑波研究学園都市の研究学園地区への直通交通がなく、東京都心まで一般路線バスと鉄道を乗り継ぎ約2時間（つくばセンターの場合）かかっていた所要時間 が、高速バスの直行便を運行した場合40分から60分程度短縮されると見込まれた。既に鉄道利用が定着している状況下、どの程度の需要を見込めるかは未知数であったと関係者は回顧している。
最終的には、1日16往復で、1便あたり20人程度の利用者数を見込む こととして、東京駅とつくばセンターを結ぶ高速バス「つくば号」の運行が開始された。

### 路線網拡大へ
「つくば号」は開業後1ヶ月で1便あたり30人以上の利用者数となり、さらに3ヵ月後には1便あたり39.9人と東名高速線を上回る状態となった。利用者の急増に対応し、開業5ヶ月後には1日30往復に増便、さらに1988年8月には1日56往復に増便された。
「つくば号」が非常に良好な成績を収めたことから、JRバス関東では常磐自動車道を経由する高速バスの路線展開を進めることとなり、1988年4月27日からは東京駅と水戸駅を結ぶ「みと号」の運行を、同年6月1日からは東京駅と日立駅を結ぶ「日立号」の運行を開始した。いずれの路線も鉄道と完全に並行する路線となったが、「みと号」は半年で1日平均利用者数は700人程度と当初の計画を超えた実績を記録、「日立号」も1日平均利用者数は180人程度とほぼ当初計画通りの実績となった。

### 渋滞による遅延問題
利用者数は順調に増加したが当初から予想されているにもかかわらず置き去りにされ、解決の見通しが立っていなかった問題点があった。経路上にある首都高速道路6号向島線の渋滞である。当時の首都高速道路は、中央環状線の江北ジャンクションと板橋ジャンクションを結ぶ区間が開通しておらず、都心に向かうところで放射線の3本がまとまってしまうという構造だったため、6号向島線の渋滞はよく知られていた。さらに、この渋滞は、早朝・深夜を除けば、ほぼなくなる時間のない恒常的な渋滞であった。
これに対して、各路線とも上り便の所要時間の設定を20分から30分程度多く設定するという、渋滞による遅れを見越したダイヤ設定として対応していた が、それでも予定時刻より遅れることは多く、利用者も30分程度の遅れを見越して乗車する状態であった。「みと号」などでは、通常は途中休憩無しのところ、大幅な遅延が予想される場合は臨時に守谷サービスエリアで休憩するケースもみられるようになった。
利用者もこの渋滞を問題視しており、つくば市内で発行されている新聞『筑波の友』 が「つくば号」利用者に対して行われたアンケート結果によれば、快適性に関する項目においては「不快」と「きわめて不快」を合わせて48パーセント程度に上っており、その理由として挙げられていた回答のうち60パーセントが「渋滞」であった。さらに、渋滞の心配のない下り便のみ常磐高速バスを利用して、上り方面では渋滞の心配のない鉄道利用とする利用形態が増加することになった。「つくば号」の1988年10月における乗車率を例にすると、下り便はほぼ100パーセントであるにもかかわらず、上り便については50パーセントを割り込む状態となっていた。

### 渋滞対策
このように、常磐高速バスにとって渋滞は大きな問題と化していた ため、運行事業者でも何らかの対策を行なう必要があると判断された。

#### 綾瀬駅・上野駅を経由
1988年11月11日に開業した「いわき号」では、運行に東武鉄道（当時）が参入したことから、上り便に限り一旦首都高速を加平ランプで下りて、東武鉄道の営業エリアである綾瀬駅に停車することとした。これにより、渋滞がひどい場合は途中で下車して鉄道利用することで、利用者が到着の大幅な遅れを回避することが可能になった。この結果を受けて、1991年より常磐高速バス上り便については経路変更が行なわれ、「いわき号」を除いて平日・土曜日には上野駅に停車するようになった。以後開設される路線では、渋滞回避のために同様の経路が設定されることとなった。上野駅は当初は入谷口での降車であった（駅前で昭和通りを転回して進入）。

#### つくばエクスプレスとの連携
2005年につくばエクスプレスが開業すると、直接競合する「江戸川台線」が後に廃止、「つくば号」は減便と大きな影響を受けたが、直接競合しない路線では逆につくばエクスプレスとの連携を行うことで渋滞対策とする方策も行なわれた。これは、首都高速道路6号三郷線の八潮パーキングエリアがつくばエクスプレス八潮駅に近接していることを利用し、乗り継ぎ割引運賃として八潮駅から秋葉原駅までを100円で乗車できるようにした もので、2008年6月16日から、常総ルート・「みと号」・常陸太田号・常陸大宮ルート・「ひたち号」において、乗り継ぎ扱いを開始した。当初は実証実験であったが、一定の効果がみられた ことから2009年4月1日より本格的に運用を開始、同時に江戸崎線と「勝田・東海号」も乗り継ぎ割引の対象に加わることになった。

#### 外環千葉区間開通による渋滞緩和
2018年（平成30年）6月2日に東京外環自動車道の三郷南IC - 高谷JCT間が開通したことにより、首都高速道路6号三郷線などの渋滞が緩和されたことを受け、同年11月1日から、いわき号において土休日の上り便（いわき→東京）の一部を綾瀬駅、浅草駅通過とし、新宿いわき号において王子駅、池袋駅の停車を取りやめた。同年12月1日からは、ひたち号、みと号、つくば号も土曜日に都営浅草駅、上野駅は経由しなくなった。

#### 上り全便を東京駅直行便化
東京外かく環状道路の開通や首都高速道路の車線増により、常磐高速バスの経路である首都高速道路の渋滞が大幅に緩和されたため、2021年（令和3年）6月7日の始発より、全ての曜日で「つくば号」、「みと号」、「ひたち号」の上り全便が宝町出口を使う「東京駅直行便」となり、浅草駅と上野駅の降車扱いが取りやめとなる
。

## 現在の路線概説
いずれの路線についても、JRバス関東が共同運行や運行支援などで運行に携わり、東京駅のJRバスのバスターミナルやバスタ新宿から出発し、一部路線を除いて現地のバス事業者との共同運行を行っている（一部路線ではJRバス関東が撤退、運行支援のみ担当）という共通点がある。また、首都高速道路の渋滞に対応して、上り便の所要時間についてはいずれの路線も20分から30分程度多く設定されている ことも全ての路線について共通する事項である。
単独記事のある路線については、各記事を参照のこと。

### 吉川・松伏号
| 三郷・吉川・松伏号 東京駅にて2007年撮影 H658-05406 |  | 当初は日中便も設定されていた 東京駅にて2003年撮影 S654-88489 |
| 三郷・吉川・松伏号 東京駅にて2007年撮影 H658-05406 |  | 当初は日中便も設定されていた 東京駅にて2003年撮影 S654-88489 |

2000年10月1日に1日18往復で運行開始 した路線で、東京都千代田区から埼玉県三郷市を経由し吉川市・北葛飾郡松伏町を結ぶ。
松伏町が直通バスの開設をJRバス関東に要望していたことを受けて、日常流動への対応のテストケースとして開業した。開業に対して、松伏町は「松伏バスターミナル」を整備して対応した。運行開始当初は常磐自動車道流山ICから流山有料道路・松戸野田有料道路を経由していたが、2002年3月1日からは常磐自動車道三郷ICから一般道に下り、三郷団地・吉川駅経由に変更された。
当初から乗客が少なく、2003年8月1日からは三郷団地内の経路を変更。松伏発着便を18往復から12往復に減便、代わりに吉川折り返し便を3往復新設、また同日深夜より深夜便「ミッドナイト三郷・吉川号」を運行開始するなどして需要喚起を行なった。しかし、2004年8月1日には、松伏発着便を12往復から5往復に減便し、減便した7往復分のうち3往復は吉川折り返し便として存続、吉川折り返し便は6往復にするという減量化が図られたダイヤ改定が行われ、2005年4月1日からは深夜便を含めても下り便のみ2便に削減された が、深夜便については2006年10月1日より松伏まで延長されるようになった。
運行開始以来JRバス関東の単独運行である。運行開始当初は予約不要であったが、高速バスネット稼動後は座席指定予約制を採っている。
運行系統
- 吉川・松伏号：東京駅八重洲口 → 三郷団地 → 吉川駅前 → 吉川団地 → 市民交流センターおあしす前 → 東さいたまテクノポリス → 田島 → 松伏役場前 → ゆめみ野 → 松伏バスターミナル
- ミッドナイト吉川・松伏号：東京駅八重洲口 → 三郷団地 → 吉川駅前 → 吉川団地 → 市民交流センターおあしす前 → 東さいたまテクノポリス → （無停車） → 松伏バスターミナル

歴史
- 2000年（平成12年）10月1日 - 開業。1日18往復。当時は常磐自動車道流山ICから流山有料道路・松戸野田有料道路を経由していた。
- 2002年（平成14年）3月1日 - 三郷団地・吉川駅経由に変更。常磐自動車道三郷ICから一般道経由となる。
- 2003年（平成15年）8月1日 - 三郷団地内の経路を変更。松伏発着便を18往復から12往復に減便、代わりに吉川折り返し便を3往復新設。同日深夜より深夜便「ミッドナイト三郷・吉川号」を運行開始。
- 2004年（平成16年）8月1日 - 松伏発着便を12往復から5往復に減便。減便した7往復分のうち3往復は吉川折り返し便として存続、吉川折り返し便は6往復に。松伏発は午前のみ、東京発は午後のみとなった。深夜便はそのまま存続。
- 2005年（平成17年）4月1日 - 大幅減便。東京発松伏行は夜間の片道1本だけとなる。深夜便はそのまま存続。
- 2006年（平成18年）10月1日 - 深夜便を松伏まで延長。
- 2008年（平成20年）7月19日 - 通常便も月曜日から金曜日の平日のみ運行（祝日は、休前日運転）。
- 2021年（令和3年）4月1日 - 吉川美南駅入口停留所追加。

### つくば号
1987年4月1日に運行開始した路線で、JR東日本となってから初めて新設された路線である。本路線は開業以来利用者数が急増し、つくばエクスプレス開業までは常磐高速バスでは最も利用者数の多い路線で、混雑対策として、全長15メートルの長大バス「メガライナー」まで導入された。つくばエクスプレス開業後は利用者数が減少し、運行便数も削減されている。

### 茨城空港線

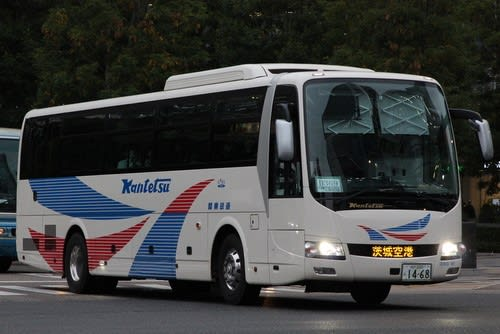
茨城空港線

東京駅と茨城空港をノンストップで結ぶ路線として、2010年5月27日から関鉄観光バスの主催による会員制ツアーバス形式で運行を開始した。当初は東京駅では鍛冶橋駐車場発（到着は東京駅丸の内口）であったが、2010年6月19日からは路線バスとして関東鉄道が運行を担当することになり、JRバス東京駅発着（出発は八重洲南口・到着は日本橋口）に変更された。2017年10月29日改正のダイヤでは平日は1日8往復、土日は1日9往復の運行。所要時間は東京駅→茨城空港が1時間40分。
本路線は長らく茨城県から補助金を受けて運行されており、茨城空港発着の航空機を利用する場合は片道500円（大人・小児同額）と大幅に割引されていたが、2019年度をもって運行補助金が打ち切られたため、2020年4月1日より運賃は一律1,530円（届出上の運賃は1,780円）となり、新たに小児運賃、障害者割引を導入している。2023年1月1日に運賃改定を行い、
大人片道1,650円となる。2023年3月26日に運行を再開より、千代田石岡インターチェンジ経由から、石岡小美玉スマートインターチェンジ経由に経路が変更になっている。
新型コロナウイルス感染症拡大のため、2020年4月20日から2023年3月25日まで全便で運休となっており、以降も国際線の運航状況に合わせて減便ダイヤとなっている。

### 桜川・筑西ライナー

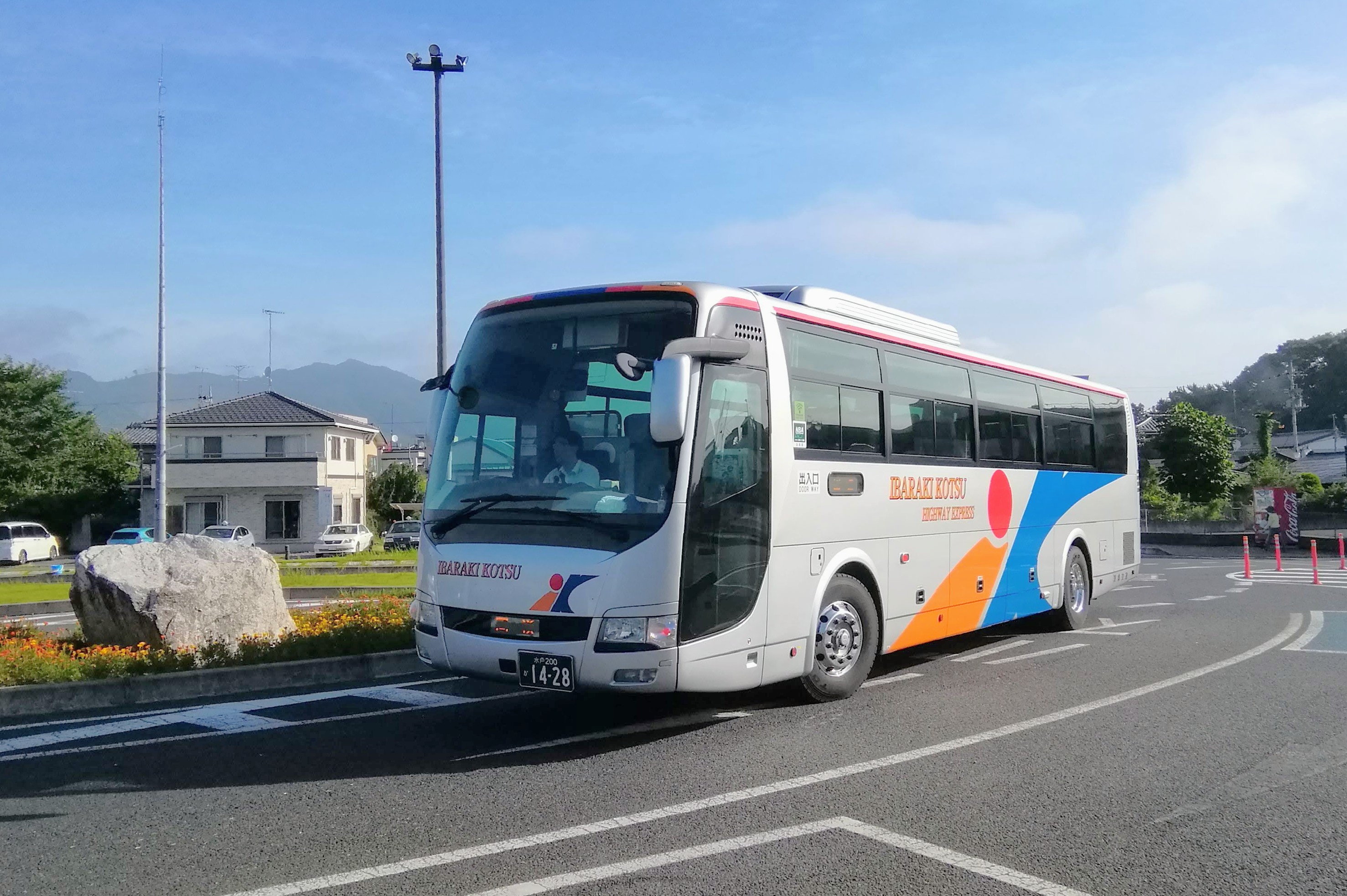
桜川・筑西ライナーの車両

2019年（令和元年）7月23日、東京駅鍛冶橋駐車場と筑西市、桜川市を結ぶ路線として運行開始。茨城交通の単独運行で、運行便数は平日・土休日ともに朝に上り3便、夕に下り3便。筑西市内は下館駅南口と道の駅グランテラス筑西、桜川市内はゆららの湯、岩瀬中央公民館入口、岩瀬駅に停車する。上り東京方面行では八潮PA（TX八潮駅）でも降車可能。運賃は、筑西市内は大人2,000円、桜川市内は大人2,200円（小人半額）。バス車内で「2枚チケット」（筑西市内3,800円、桜川市内4,200円）を購入することができる。
運行開始当初は全便予約制であったが、2019年12月16日に予約制は廃止され、先着順座席定員制に変更された。
新型コロナウイルス感染症（COVID-19）流行の影響で2020年（令和2年）8月3日より全便運休となり、2023年3月時点で再開のアナウンスはなく、全便運休中である。

### 関東やきものライナー
東京駅と笠間市を結ぶ路線として1999年2月1日に運行を開始。当初より茨城交通の単独運行で、JRバス関東は運行支援のみ担当していた。鉄道では直行できない区間を結ぶ路線であったが、運行区間延長や運賃割引などの営業施策を展開したものの、輸送人員の伸び悩みにより2007年10月31日限りで運行を休止した。
その後、2012年6月1日より、秋葉原駅発着で、友部駅を経由せず旧笠間市のみで乗降扱いを行う路線として運行開始。2013年4月18日には栃木県域となる益子駅まで路線を延長、新たに「関東やきものライナー」の愛称が付けられることとなった。土日祝日を中心として乗車率が高いことや、通過地であった茂木町からの要請により、同年9月1日から、土日祝日に1往復増便するとともに、茂木町内に1箇所バス停を増設（茂木さかがわ館前）した。
なお、これに先立つ2011年には、3月11日の東北地方太平洋沖地震（東日本大震災）で常磐線が不通となった際に緊急支援バスとして笠間市役所西（友部消防署付近。友部駅から約1km南西） - 秋葉原駅間を運行した。
新型コロナウイルス感染拡大の影響による移動需要の減少に伴い、2020年（令和2年）3月23日より一部便を運休。同年5月11日から7月2日まで全便運休。7月3日から一部便の運行を再開。
2021年（令和3年）1月15日より当面の間全便運休。同年3月13日より1往復の運行を再開。同年7月22日よりさらに1往復の運行を再開、計1日2往復となるが、移動需要の減少により、同年8月5日より1往復を運休。同年10月23日より1往復を土曜・日曜・祝日に限り運行再開。同年11月6日からは2往復の運行を再開（うち1往復は土曜・日曜・祝日運行、前日までの土曜・日曜・祝日運行便は毎日運行に変更）。これにより平日1日3往復、土曜・日曜・祝日は1日4往復となる。
2022年（令和4年）1月11日より、1日1往復（益子発着便）のみの運行となる。同年4月23日からは2往復（益子発着、笠間発着各1往復）、同年7月23日からは1往復（笠間発着便）の運行をそれぞれ再開。同年8月22日から1往復を減便するとともに、全便を益子発着としている。同年10月15日から1往復を土曜・日曜・祝日に限り運行再開（下り便は笠間止まり）。2023年（令和5年）9月9日から1往復減便。
なお、2021年（令和3年）9月16日より笠間手越停留所を道の駅かさま内に移設し、停留所名も道の駅かさまに変更している。
2023年（令和5年）1月1日と2025年（令和7年）4月1日にそれぞれ運賃を改定している。

### みと号
1988年4月27日にJRバス関東・関東鉄道・茨城交通の3社共同運行で運行開始した、東京都と茨城県水戸市を結ぶ路線である。当初は1ルート（大塚経由、後の赤塚ルート）のみの1日10往復で、水戸市内では3箇所に停車していた。その後バス停設置の要望があった ことから停車地の増加を行なったほか、2000年12月1日には北関東自動車道の一部開通に合わせ、茨城県庁を経由する県庁ルートを新設した。なお、県庁ルートは当初新宿駅発着であったが、のち東京駅発着に改められている。さらに、2008年6月16日には水戸北スマートインターチェンジ・茨城大学を経由する茨大ルートを新設している（茨大ルートは2023年2月10日廃止）。2010年9月17日時点では3ルートあわせて平日1日52往復、土曜・日曜・祝日1日58往復が設定されている。
2010年9月17日より、深夜バス「ミッドナイトみと号」（東京駅発水戸駅行き下り1本。片道3,000円、回数券・ツインチケットの使用不可）の運行を開始している。
2018年7月16日より、商船三井フェリー大洗 - 苫小牧航路に接続する1往復が大洗フェリーターミナルへの乗り入れを開始した。当該便は茨城交通運行便であるため、交通系ICカードの使用は不可。また、大洗フェリーターミナル発着の場合、ツインチケットの利用もできない。
本路線では、企画乗車券として、「みと号」と水戸駅 - 茨城港大洗港区間連絡バス（または大洗フェリーターミナル直通「みと号」）・商船三井フェリー（大洗 - 苫小牧）・北海道中央バスが運行する「高速とまこまい号」（苫小牧フェリーターミナル - 札幌）の各乗車・乗船券を組み合わせた東京・札幌連絡きっぷ「パシフィック・ストーリー」を 2009年4月1日から発売している。このきっぷと組み合わせた連絡きっぷとして、北海道中央バスが運行する「高速ふらの号」（札幌 - 富良野）の乗車券を組み合わせた「ふらの・ストーリー」、北海道中央バス・ジェイ・アール北海道バス・道北バスが運行する「高速あさひかわ号」（札幌 - 旭川）の乗車券を組み合わせた「あさひかわ・ストーリー」、北海道中央バス・ジェイ・アール北海道バスが運行する「高速おたる号」（札幌 - 小樽）の乗車券を組み合わせた「おたる・ストーリー」の発売も行なわれていたが、2019年9月30日をもって販売を終了した。
2023年9月1日より、JRバス関東運行便の上下2便ずつを城東車庫（JRバス関東水戸支店）まで延伸する。
運行系統
- 赤塚ルート：東京駅 - 石岡 - 内原 - 大塚 - 赤塚駅 - 自由ヶ丘 - 大工町 - 水戸駅（北口・南口）（ - 城東車庫）（←大洗フェリーターミナル）
  - 東京駅行きは、1日1本のみ大洗フェリーターミナル発。
  - 深夜バス「ミッドナイトみと号」も赤塚ルートで運行。
- 県庁ルート：東京駅 - 石岡 - 茨城町西IC - 県自動車学校 - 茨城県庁前 - 水戸駅南口（ - 城東車庫）（→大洗フェリーターミナル）
  - 大洗フェリーターミナルへの乗り入れは片道1本のみ。

歴史
- 1988年（昭和63年）4月27日 - 水戸駅 - 東京駅間（大塚経由）で運行開始（1日10往復）。
- 19xx年 - バス停追加（大塚・双葉台団地入口・大塚東・新原三差路・南町二丁目）。
- 1991年（平成3年）12月29日 - 平日の上り便を上野駅経由とする。東京駅の到着場所を八重洲北口（現在の日本橋口）に変更。
- 1994年（平成6年）8月 - 1日13往復に増便。
- 2000年（平成12年）12月1日 - 水戸駅 - 新宿駅間（県庁経由）運行開始[57]（1日9往復）。
- 2002年（平成14年）7月20日 - 大塚経由便を1日19往復（JR7往復、茨交・関鉄各6往復）に増便。一部便を水戸駅南口発着（水戸駅北口経由）とする（1日6往復）[58]。
- 2006年（平成18年）
  - 4月1日 - 大塚経由便に「赤塚駅北口」バス停新設。
  - 12月23日 - 県庁経由便がこの日より北関東自動車道茨城町西ICに停車（無料駐車場120台併設）。
- 2007年（平成19年）6月15日 - 大塚経由便下り3本・上り2本、県庁経由便上り1本（東京駅行）増便。これにより東京発の最終便（大塚経由）の時刻が22:30に繰り下げられる。
- 2008年（平成20年）6月16日 - 水戸駅 - 東京駅間の水戸北IC・茨城大学経由便を新設（9往復）。水戸駅の始発・終着が全便南口となる。上り全便が八潮PAに停車。
- 2009年（平成21年）
  - 4月1日 - つくばエクスプレスへの乗り継ぎ路線に加わる。利用者の希望がある場合、上りのみ首都高速6号三郷線八潮PAに停車。100円で八潮駅から接続乗車できるチケットも発券される[59]。
  - 7月17日 - 1日52往復に増便。県庁ルートの新宿駅新南口乗り入れを廃止、全便が東京駅発着となる。東京駅発の最終便（大塚経由）の時刻を23時ちょうどに繰り下げ、最終便と1本前の便（東京駅22時30分発）を予約制とする。
- 2010年（平成22年）
  - 9月16日 - この日をもって6枚綴り回数券の発売を終了。
  - 9月17日 - 深夜バス「ミッドナイトみと号」（下り1本。東京駅24時00分発）の運行を開始。平日の県庁ルートを2往復減便し、赤塚ルートを2往復増便。土曜・日曜・祝日に赤塚ルートを6往復増便。
- 2012年（平成24年）2月19日 - この日の出発便をもって東京駅22時30分発の予約制を終了。東京駅発通常便の最終便（23時ちょうど発）と「ミッドナイトみと号」のみ予約制を継続。
- 2017年（平成29年）4月20日 - この日よりJRバス関東・関東鉄道運行便において、交通系ICカードSuica、PASMOを導入。なお、ツインチケットの発売・利用は引き続き継続する[60]。
- 2018年（平成30年）
  - 6月15日 - この日より交通系ICカード割引サービスを開始。茨城交通運行便のみ、支払い時に交通系ICカード、もしくはいばっピの提示で運賃割引（JRバス関東・関東鉄道運行便、および大洗フェリーターミナル発着利用は対象外）。
  - 7月16日 - 1往復を大洗フェリーターミナルまで延長[61]。これに伴い、一部ダイヤで運行担当会社の変更が行われた。
  - 12月1日 - この日より、上り便が日曜祝日に加え土曜日も都営浅草駅、上野駅に停車せず、東京駅直行となる[62]。 また、三郷～東京間の一部ダイヤで所要時分短縮。下り線は変更なし[63]。
- 2019年（令和元年）
  - 10月13日 - 令和元年東日本台風（台風19号）の影響で茨大ルートの「水戸北スマートインター」、「渡里小学校前」バス停が休止[64]。水戸インターから「茨城大学前」間は迂回ルートでの運行となる。
  - 12月2日 - 台風19号の影響で運用停止していた「水戸北スマートインター」が15時から運用再開したため、同時刻以降に「水戸北スマートインター」を通過予定の上下線の茨大ルートで、通常運行に戻った。それに合わせ、休止していた2箇所のバス停も使用を再開した[64]。
  - 12月2日 - スマホツインチケット（2枚つづり回数券）を導入し、スマートフォンからツインチケットを購入できるようになり、10時から発売を開始した[65]。なお、東京駅発ミッドナイトみと号は対象外となる。
- 2020年（令和2年）
  - 3月14日 - 新型コロナウイルスの影響でこの日より休日便も平日ダイヤで運行（ただし、都営浅草駅、上野駅には停車しない）[66]。
  - 3月23日 - この日より同年4月5日までの予定（のち同年4月19日まで延長）で、特別ダイヤでの運行を開始[36]。これにより、茨大ルートが特別ダイヤ期間中全便運休となる。
  - 4月20日 - 赤塚ルートのみ18往復運行に減便、大洗フェリーターミナルへの乗り入れを休止[67]。
  - 5月16日 - 赤塚ルートのみ9往復運行に減便[68]。
  - 5月30日 - 赤塚ルートを増便し18往復運行とする[69]。
  - 6月26日 - 県庁ルート（3往復）の運行を再開。赤塚ルート・県庁ルートあわせて平日21往復、金土休日・休前日は24往復となる[70]。
  - 8月17日 - 移動需要の減少により、特別ダイヤを全日とも計18往復（赤塚ルート15往復、県庁ルート3往復）に改定[71][72]。
  - 10月30日 - 金土休日および休前日に3往復（赤塚ルート2往復、県庁ルート1往復）増便、計21往復とする（平日運行便は1日18往復で変わらず）[73]。
- 2021年（令和3年）
  - 1月25日 - 特別ダイヤを一部変更、平日15往復、金土休日および休前日18往復に減便[74][75]。
  - 3月5日 - 特別ダイヤを一部変更、1日3往復を増便（平日18往復、金土休日および休前日21往復）[76][77]。
  - 5月6日 - 一部便の運行会社を変更。
  - 5月10日 - 首都高速道路「呉服橋出入口」廃止に伴い、土曜・休日上りの運行経路・時刻を変更[78]。
  - 6月7日 - 平日の上り便の都営浅草駅、上野駅の停車を廃止し、平日上りの運行経路・時刻を変更[13][79][80]。
  - 12月17日 - 特別ダイヤを変更、平日21往復、金土休日および休前日30往復に増便[81][82][83]。
- 2022年（令和4年）
  - 7月16日 - 特別ダイヤを変更、平日24往復、土休日36往復に増便。金曜日と休前日を平日ダイヤでの運行に変更[84][85]。
  - 12月24日 - 特別ダイヤを変更、土休日を38往復に増便[86][87]。
- 2023年（令和5年）
  - 1月1日 - 運賃改定[88][52][24]。
  - 2月10日 - 同日付で、運休中であった茨大ルートを廃止[89][90][91]。
  - 4月29日 - 特別ダイヤを変更、土休日を40往復に増便[92][93]。
  - 9月1日 - JRバス関東運行便の上下2便ずつを城東車庫（JRバス関東水戸支店）まで延伸[56]。
- 2024年（令和6年）
  - 3月27日 - 茨城交通運行便が各種キャッシュレス決済（交通系ICカード（PiTaPaを除く）およびクレジットカード等のタッチ決済）に対応[94]。これにより、全便で交通系ICカードでの支払いが可能になる（ただし茨城交通運行便では電子マネー扱いとなるためPiTaPaは使用できない）。
  - 4月1日 - ツインチケットの廃止[95]。
  - 11月1日 - 茨城交通運行便でQRコード決済の取り扱いを開始[96]。

### 勝田・東海号

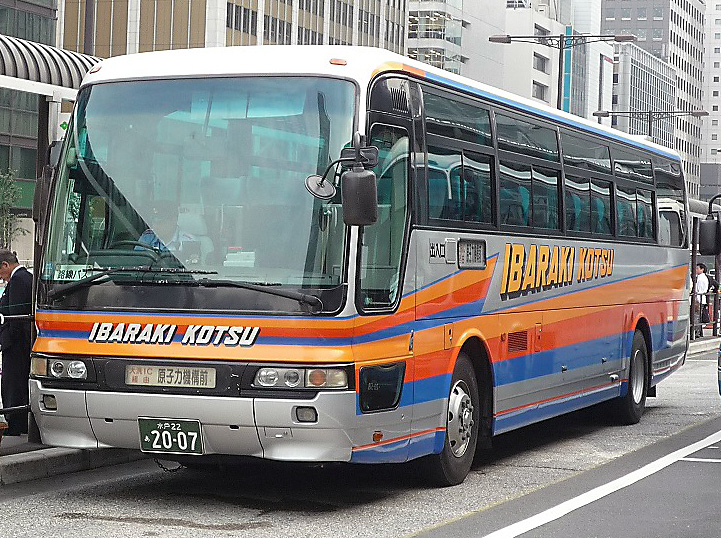
勝田・東海号（茨城交通）

1996年12月20日よりJRバス関東と茨城交通の共同運行（1日6往復、那珂町役場入口経由：後の那珂・東海ルート）により運行を開始した、東京都と茨城県ひたちなか市・東海村を結ぶ路線である。2000年3月19日には北関東自動車道の一部開通にあわせて ルート再編成が行われる（北関東自動車道を経由する東水戸東海ルートを新設）とともに1日12往復に増強された。しかし、2007年3月16日に那珂町経由のルートは廃止され、2008年4月25日限りでJRバス関東は直接運行から撤退（運行支援のみ担当）、茨城交通の単独運行となっている。同時に減便され、2014年8月23日時点では1日7往復（ほか土日祝日に1往復運行）が運行されている。
なお、うち1往復は安全運転中央研修所を経由する。
歴史
- 1996年（平成8年）12月20日 - JRバス関東と茨城交通2社で運行開始[97]。1日6往復（各社3往復）[97]。
- 1998年（平成10年） - JRバス関東便の1往復が安全運転中央研修所経由となる。

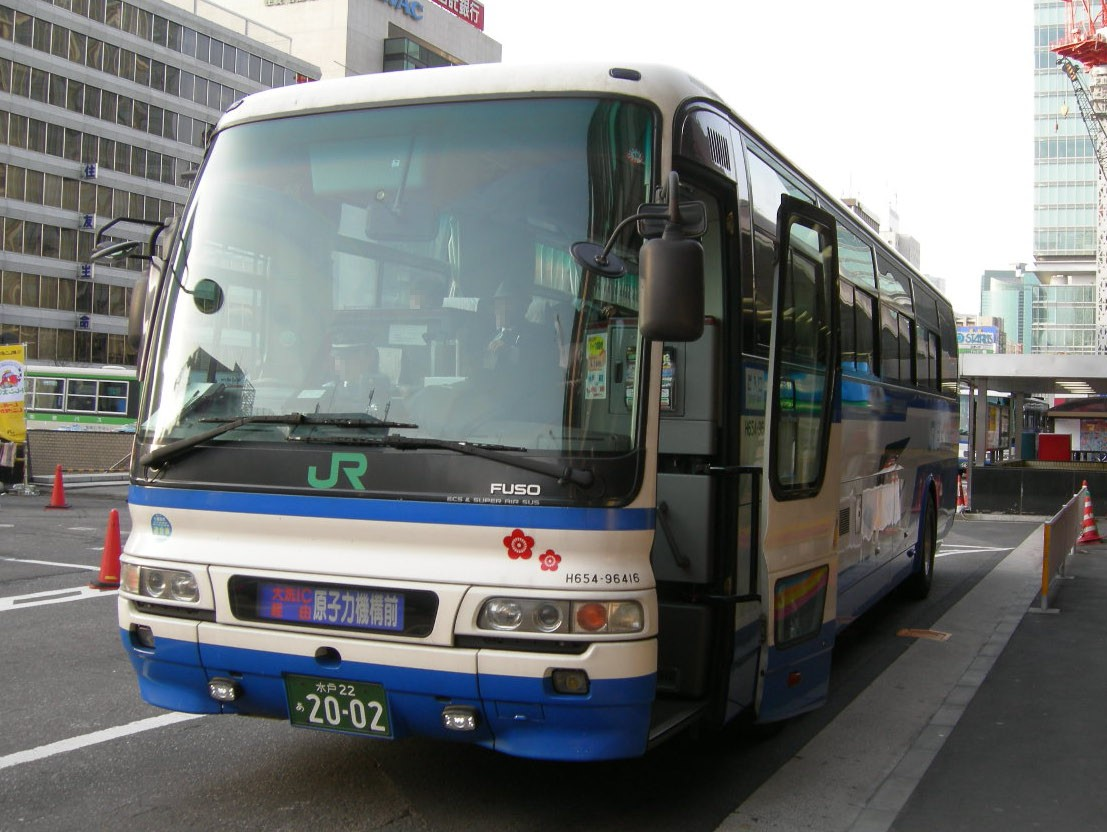
勝田・東海号（JRバス関東運行当時）

- 2000年（平成12年）3月19日 - 北関東自動車道の開通により、東水戸東海ルート（東京駅〜水戸大洗IC経由、1日8往復）と那珂東海ルート（新宿駅新南口〜那珂IC経由、1日4往復）の2本立てとなる。
- 2001年（平成13年）12月21日 - 一部ルート変更およびバス停の新設を行う。那珂IC経由系統は勝田営業所発着となる。
- 2004年（平成16年）4月9日 - 大洗駅・那珂湊駅経由便を運行開始（茨城交通のみ2往復）。
- 2006年（平成18年）
  - 8月31日 - この日の運行をもって大洗駅・那珂湊駅経由便の運行を休止。
  - 9月1日 - この日より座席指定制を導入（高速バスネットの利用可）、勝田・東海号の愛称がつく。
  - 12月23日 - この日より東水戸東海ルートが茨城町西ICに停車。
- 2007年（平成19年）3月16日 - 那珂勝田ルート廃止。
- 2008年（平成20年）
  - 1月16日 - この日より上り便が都営浅草駅に停車。一部便が海浜公園西口に停車（季節運行）。
  - 4月26日 - この日よりJRバス関東が撤退、茨城交通の単独運行となり、1日7往復に減便。
- 2009年（平成21年）4月1日 - この日より上り便が八潮PAに停車。八潮PAよりつくばエクスプレス (TX) ・八潮駅経由で秋葉原駅方面に乗り継ぐ場合、TXの乗車券が100円となる（予め車内で乗車券を購入する必要がある）。
- 2010年（平成22年）11月1日 - 一部ルート変更。海浜公園入口バス停を新設、総合運動公園および茨城町西インターの各バス停を廃止。予約制を廃止、定員制に戻る。
- 2014年（平成26年）8月23日 - 土日祝日のみ運行の季節便（1日1往復、茨城交通勝田営業所発着）の運行を開始[98]。
- 2020年（令和2年）
  - 3月23日 - 新型コロナウイルスの影響により、この日より同年3月31日までの予定（のち同年4月10日まで→「当面の間」に延長）で2往復（うち1往復は土日祝日運行便）を運休[36]。
  - 4月20日 - この日より当面の間、1往復のみの運行となる[99]。
  - 5月11日 - この日より当面の間全便運休[37]。
  - 5月27日 - 2往復の運行を再開[100]。
  - 7月3日 - 一部便の運行を再開[38]。
  - 7月29日 - この日よりクレジットカード「Visa」（VISA）によるバス車内での運賃決済が開始[101][102]。
  - 8月11日 - 移動需要の減少により、1日2往復に減便[72]。
  - 9月16日 - 移動需要の減少により、1日1往復に減便[103]。
- 2021年（令和3年）
  - 1月15日 - この日より当面の間全便運休[39]。
  - 3月13日 - 1往復の運行を再開[40]。
  - 7月22日 - 1往復の運行を再開、計1日2往復となる[41]。
  - 8月5日 - 移動需要の減少により1往復を運休[42]。
  - 10月23日 - 1往復を土曜・日曜・祝日に限り運行再開[43]。
  - 11月6日 - 1往復を土曜・日曜・祝日に限り運行再開（前日までの土曜・日曜・祝日運行便は毎日運行に変更）。これにより平日1日2往復、土曜・日曜・祝日は1日3往復となる[44]。
  - 12月17日 - 2往復の運行を再開。これにより平日1日4往復、土曜・日曜・祝日は1日5往復となる[82]。
- 2022年（令和4年）
  - 1月11日 - この日より1日1往復のみの運行となる[45]。
  - 4月23日 - 1往復の運行を再開[46]。
  - 7月23日 - 1往復を土曜・日曜・祝日に限り運行再開[47]。
  - 8月22日 - この日より土曜・日曜・祝日運行便1往復を運休[48]。
  - 10月15日 - この日より土曜・日曜・祝日運行便1往復の運行を再開[49]。
  - 11月19日 - この日より土曜・日曜・祝日運行便1往復の運行を再開[104]。
- 2023年（令和5年）
  - 1月1日 - 運賃改定[52]。
  - 9月9日 - この日より土曜・日曜・祝日運行便1往復を運休[50]。
- 2024年（令和6年）8月3日 - この日より土曜・日曜・祝日運行便1往復の運行を再開[105]。
- 2025年（令和7年）
  - 1月18日 - この日より土曜・日曜・祝日運行便1往復を運休[106]。

### 常陸太田号

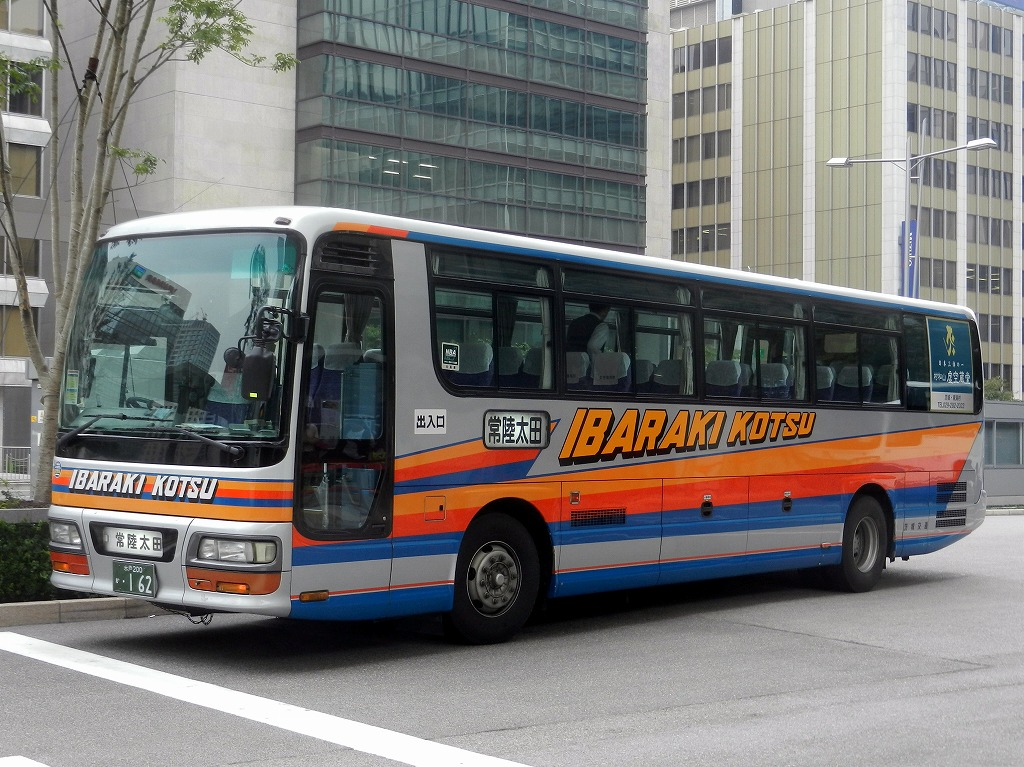
茨城交通「新宿・東京 - 常陸太田線」（現在の車両）（2014年11月9日撮影）

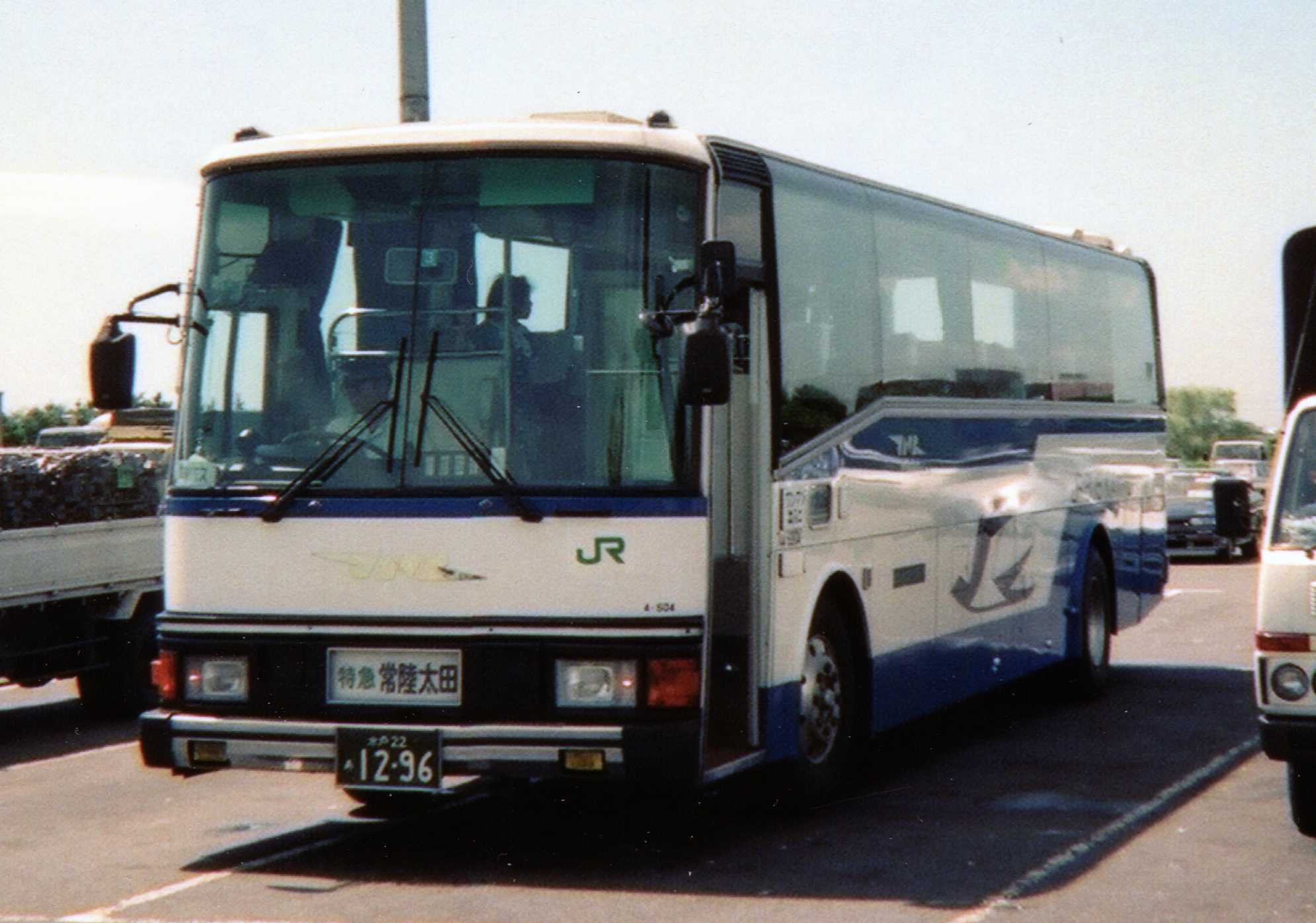
運行開始当初のJRバス関東便。当初は新宿発で午前便があった上、全便守谷SAで休憩していた（1990年8月5日撮影）。

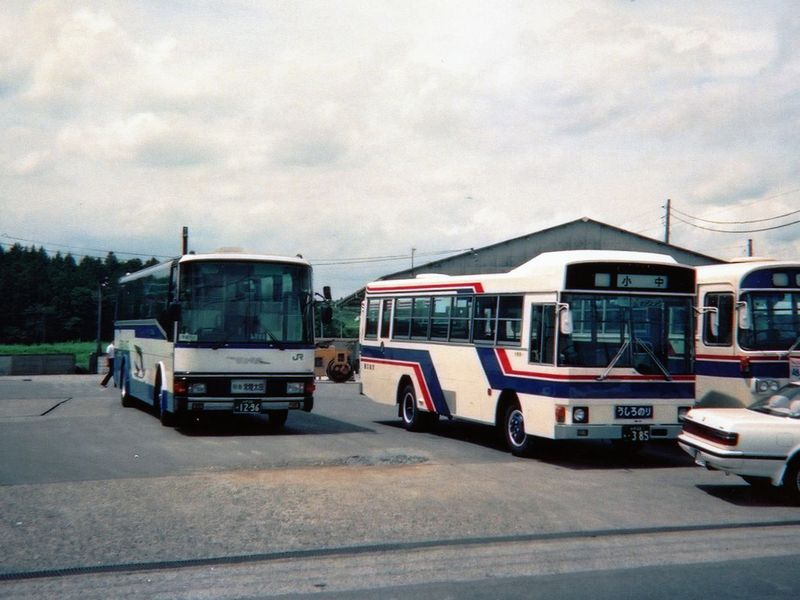
茨交太田営業所に到着したJRバス関東便（1990年8月5日撮影）。

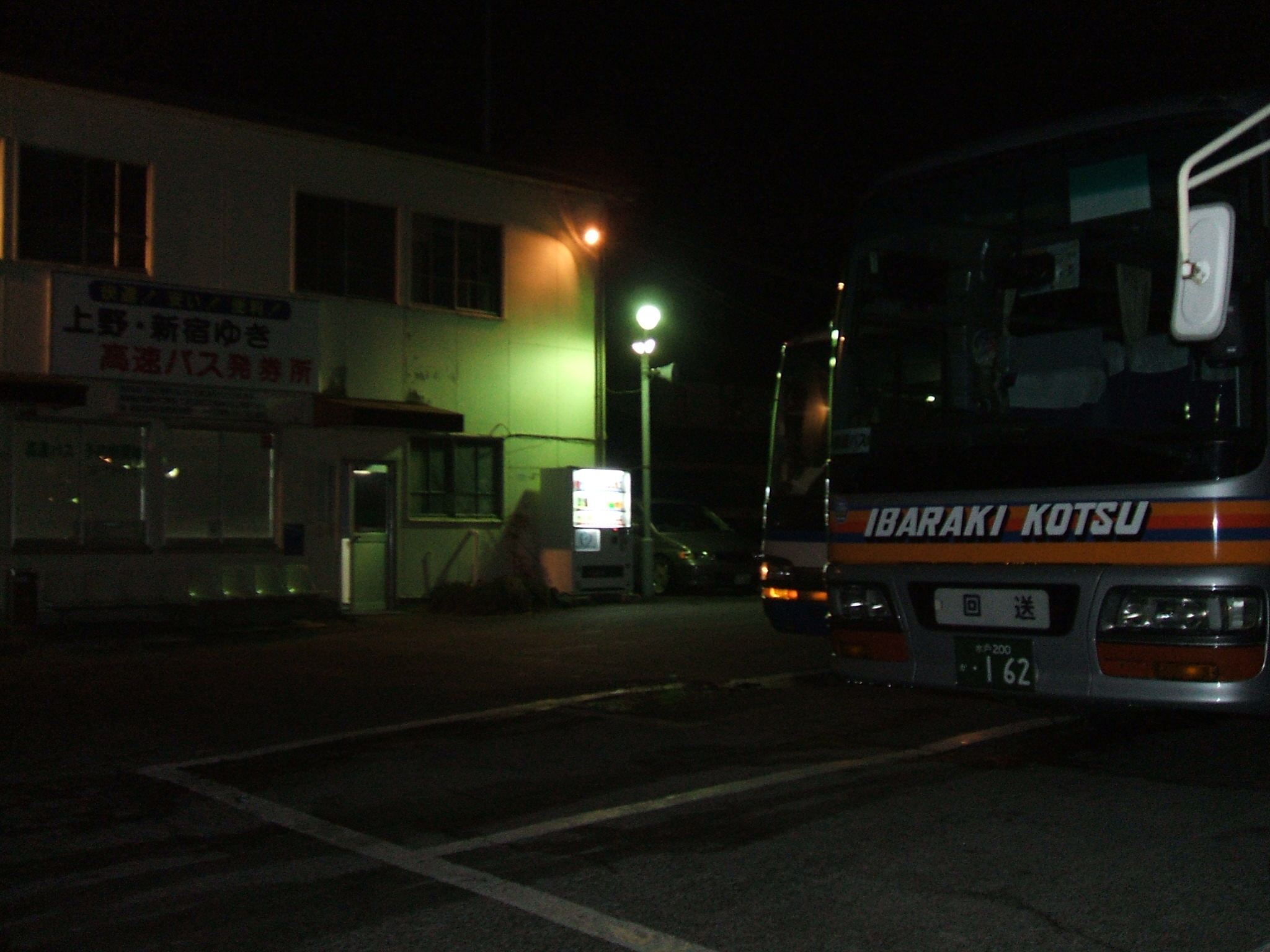
旧発着地であった茨交太田営業所。運行を終えた茨城交通所属車両の隣に見えるのはJRバス関東所属車両。現在JRバスの車両をこの場所で見ることはできない（2007年3月11日撮影）。

1989年10月11日に4往復で運行を開始した。JRバス関東は新たな拠点として新宿駅南口（当時）にバスターミナルを設置したが、そのターミナルを使用した初の昼行高速バス路線（夜行便を含めてもドリーム堺号〈当時〉に次ぐ2番目）である。
交通新聞社「高速バス時刻表」やインターネットの予約システム「高速バスネット」では常陸太田号という愛称が設定されているが、茨城交通においては「太田号」と記載されている。
当初より常陸太田から東京への往復を主眼としたダイヤであったが、運行開始当初、新宿発第1便は午前中の出発であった。しかし、利用者数が伸び悩んだため、数年後に常陸太田から東京への往復に特化したダイヤとなったため、東京からの日帰り往復利用はできなくなった。この時に下り便が東京駅経由に変更されている。また、4往復中2往復が季節運行便とされた。
その後、那珂・東海ルートや常陸大宮ルートの新設などがあり、当路線も増便→減便を繰り返すが、乗客数が増加に転じたため、2002年7月20日より毎日運行便4往復体制に戻されている。
さらに2007年3月16日からは那珂勝田線廃止分のうち2往復（残り2往復は常陸大宮線）が配分され、1日6往復に増便された。また、常陸太田の発着地が茨交太田営業所から市内中心地（焼肉宝島隣接地）に新設された常陸太田市高速バスターミナル（無料駐車場90台分完備）へ移転した。なお、旧発着地の茨交太田営業所での乗降は行われないため、常陸太田駅近隣住民にはむしろ不便になった。上り便については浅草駅の都営地下鉄浅草線の駅前に降車バス停が新設されたことで同線（京成・北総・京急線直通）と東京メトロ銀座線や東武伊勢崎線への接続が可能になり、利便性が向上した。なお、この改正で一部便（下り夜間最終の新宿駅始発など）が東京駅発着に変更された。
2008年11月からはJRバス関東が運行する全便をJRバステックが運行受託している。
2016年4月4日より、新宿駅の発着場所がバスタ新宿（新宿駅新南口）に変更された。
2017年4月1日より、JRバス関東が運行から撤退し、全便、茨城交通（太田営業所）が運行を担当する。JRバス関東は引き続き運行支援業務を行う。
運行経路
バスタ新宿（新宿駅新南口）（新宿駅発着便のみ） - 東京駅（八重洲南口（乗車場所）5番のりば、日本橋口（降車場所）は東京駅行のみ） - 上野駅（上り便のみ） - 都営浅草駅（同）- （首都高速道路）- 八潮PA（上り便のみ、降車専用） - （常磐自動車道） - 那珂インター -那珂市役所入口 - 額田南郷 - 道の駅ひたちおおた - 太田駅入口 - 常陸太田市高速バスターミナル
※上り便については、常磐道走行途中に10分程度の休憩が行われる。
歴史
- 1989年（平成元年）10月11日 - 1日4往復で運行開始。
- 1993年（平成5年）3月1日 - 時刻改正。新宿発午前の便を夕方に振り替え、4往復中2往復を土・日曜日・祝日及び多客期運行に変更。下り便を東京駅経由とする。ルート変更に伴いバス停新設（上菅谷駅口、湊街道口、かしま台団地、竹の内、額田南郷、河合十文字）及び廃止（ひばりヶ丘、額田十文字）。
- 1999年（平成11年）2月 - ルート変更に伴い時間短縮、バス停廃止（上菅谷駅口、湊街道口、かしま台団地、竹の内）。
- 2000年（平成12年）3月19日 - 毎日4往復運転に戻る。那珂インターにバス停新設。
- 2001年（平成13年）4月1日 - 常陸大宮ルート開業[108]。1日3往復に減便。
- 2002年（平成14年）7月20日 - 毎日4往復体制に戻る。
- 2007年（平成19年）3月16日 - 那珂勝田線廃止。1日6往復に増便。一部便（上り2本・下り3本）が東京駅発着に変更。都営浅草駅バス停新設。常陸太田の始発地を常陸太田市高速バスターミナルに変更。
- 2008年（平成20年）11月 - JRバス関東の運行する全便をJRバステックが運行受託開始。
- 2009年（平成21年）4月1日 - JRバス担当便のうち1往復を茨城交通に移管。
- 2016年（平成28年）
  - 4月4日 - 新宿駅の発着場所をバスタ新宿に変更。
  - 7月25日 - 常陸太田市内の運行経路を変更。下河合東バス停を廃止、太田駅入口と道の駅ひたちおおたの各バス停を新設[109]。
- 2017年（平成29年）4月1日 - JRバス関東の担当便を全便茨城交通に移管[110]。JRバス関東は引き続き運行支援業務を行う。
- 2020年（令和2年）
  - 3月23日 - 新型コロナウイルスの影響により、この日より同年3月31日までの予定（のち同年4月10日まで→「当面の間」に延長）で1往復を運休[36]。
  - 4月20日 - この日より当面の間、1往復のみの運行となる[99]。
  - 5月11日 - この日より当面の間全便運休[37]。
  - 5月27日 - 2往復の運行を再開[100]。
  - 7月3日 - 一部便の運行を再開[38]。
  - 8月11日 - 移動需要の減少により、1日2往復に減便[72]。
  - 9月16日 - 移動需要の減少により、1日1往復に減便[103]。
- 2021年（令和3年）
  - 1月15日 - この日より当面の間全便運休[39]。
  - 3月13日 - 1往復の運行を再開[40]。
  - 7月22日 - 1往復の運行を再開、計1日2往復となる[41]。
  - 8月5日 - 移動需要の減少により、この日より1往復を運休[42]。
  - 10月23日 - 1往復を土曜・日曜・祝日に限り運行再開[43]。
  - 11月6日 - 2往復の運行を再開（うち1往復は土曜・日曜・祝日運行、前日までの土曜・日曜・祝日運行便は毎日運行に変更）。これにより平日1日3往復、土曜・日曜・祝日は1日4往復となる[44]。
- 2022年（令和4年）
  - 1月11日 - この日より1日1往復のみの運行となる[45]。
  - 4月15日 - この日より毎日運行便1往復、土曜・日曜・祝日運行便1往復の運行を再開[111]。
  - 7月23日 - この日より土曜・日曜・祝日運行便1往復を毎日運行とし、さらに土曜・日曜・祝日運行便1往復を運行再開[112]。
  - 8月22日 - この日より土曜・日曜・祝日運行便1往復を運休し、毎日運行便1往復を土曜・日曜・祝日のみの運行に変更[48]。
  - 10月15日 - 土曜・日曜・祝日運行便1往復の運行を再開[49]。
  - 11月19日 - この日より土曜・日曜・祝日運行便1往復を毎日運行とし、さらに土曜・日曜・祝日運行便1往復を運行再開[104]。
- 2023年（令和5年）
  - 1月1日 - 運賃改定[52]。
  - 2月6日 - この日より同年3月5日まで、土曜・日曜・祝日運行便1往復を運休[113]。
  - 3月6日 - この日より土曜・日曜・祝日運行便1往復の運行を再開[114]。
  - 9月9日 - この日より毎日運行便1往復と土曜・日曜・祝日運行便1往復を運休[50]。
- 2024年（令和6年）8月3日 - この日より1往復の運行を再開。平日3往復、土休日4往復の運行となる[105]。
- 2025年（令和7年）3月15日 - この日より土曜・日曜・祝日運行便1往復の運行を再開。平日3往復、土休日5往復の運行となる[115]。

その他
- 東京方面の渋滞での遅延を回避することを目的に、八潮パーキングエリア→八潮駅でのつくばエクスプレスへの乗り継ぎを行っている。秋葉原方面への運賃は100円となり、専用の乗車券を降車時に購入する[116]。
- 新宿に到着した車両は、中野区江古田の車庫に停泊する。これを生かし、2016年8月[117] より、常陸太田市の朝穫れ野菜や果物を道の駅ひたちおおたから中野区内のスーパーマーケットや商店へ輸送する試みが行われている[118][119][120]。

### 常陸大宮線・山あげ号

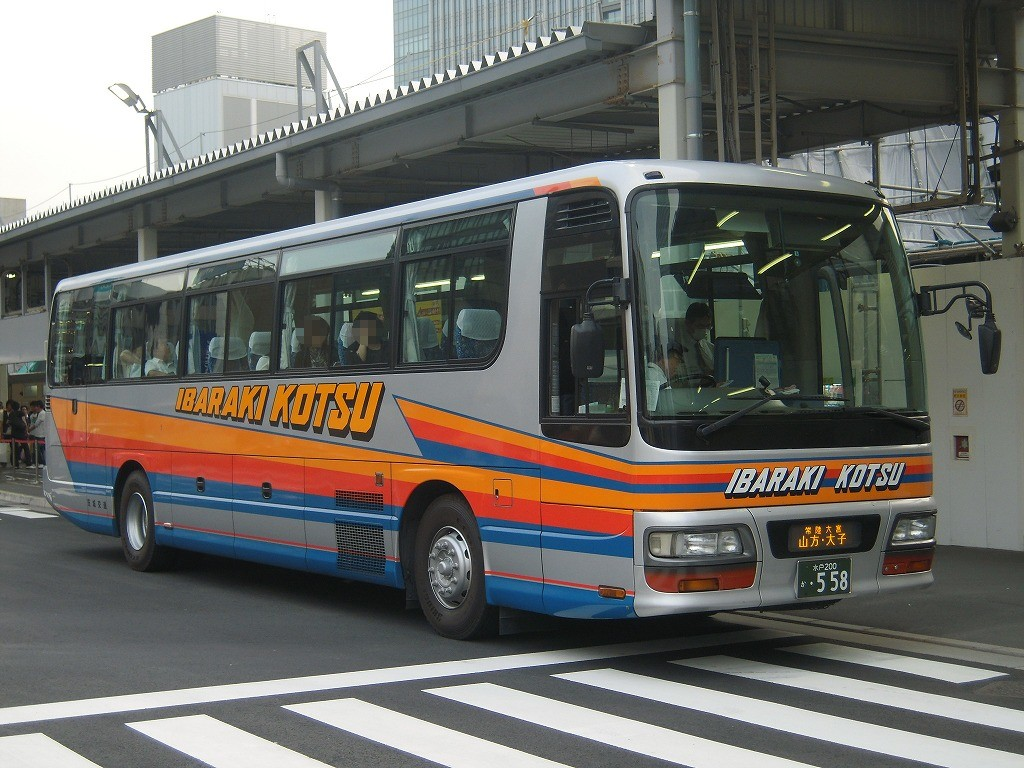
新宿・東京 - 常陸大宮・大子線（茨城交通）

茨城県の北西部の国道118号沿線と東京を結ぶ高速バス路線である。従来、この地域の公共交通機関は事実上水郡線のみで、東京に出る場合も水郡線で水戸駅まで出て常磐線に乗り継ぐのが主であった。
2001年4月1日に3往復で運行開始。その後増便の上、2003年8月1日からは一部便を烏山まで延長し、2004年2月20日からはさらに延長され、烏山系統2往復・大子系統2往復となった。その後烏山系統は短縮・減便が行なわれ、直接運行から撤退、運行支援のみ担当している。
web上やチラシなどの案内においては、東京 - 那珂インター間で同経路の新宿・東京 - 常陸太田線とともに掲載されていることが多く、その関係で同線を共同運行していたJRバス関東でも案内等がある。現在は全便が茨城交通により運行されている。なお、那珂インター - 常陸大宮市総合保健センター間発着の乗車券類は、同一運賃となる常陸太田発着便と共通利用できる。
名称については、常陸大宮が「大宮」、大子が「常陸大子」となっていることもある。
2020年4月1日時点では1日5往復（常陸太田6、大宮2、大子3）が運行されている。
運行経路
バスタ新宿（新宿駅新南口） - 東京駅（下り便：八重洲南口発、上り便：日本橋口終着） - 上野駅（上り便のみ） - 都営浅草駅（同）- （首都高速道路）- （常磐自動車道） - 那珂インター - 鴻巣 - 那珂市総合センターらぽーる - 富士見台団地入口 - 泉入口 - 常陸大宮市総合保健センター（常陸大宮線始発・終着点） - 山方（旧・水ぐるま前） - JA常陸奥久慈 - 袋田の滝入口 - 大子町役場 - やみぞ前 - 茨城交通大子営業所
- 大子発着便は全便が東京駅発着、常陸大宮発着は全便が新宿駅発着となる。
- 上り便の常陸大宮発新宿行は、都営浅草駅、上野駅を経由し、東京駅を経由しない。
- 上り便は八潮PAでも降車扱いがあり、近接の八潮駅から首都圏新都市鉄道つくばエクスプレスに乗り継ぐことも可能。この場合、つくばエクスプレス線の上り方面を100円で利用できる。降車希望者がいない場合は通過する。

歴史

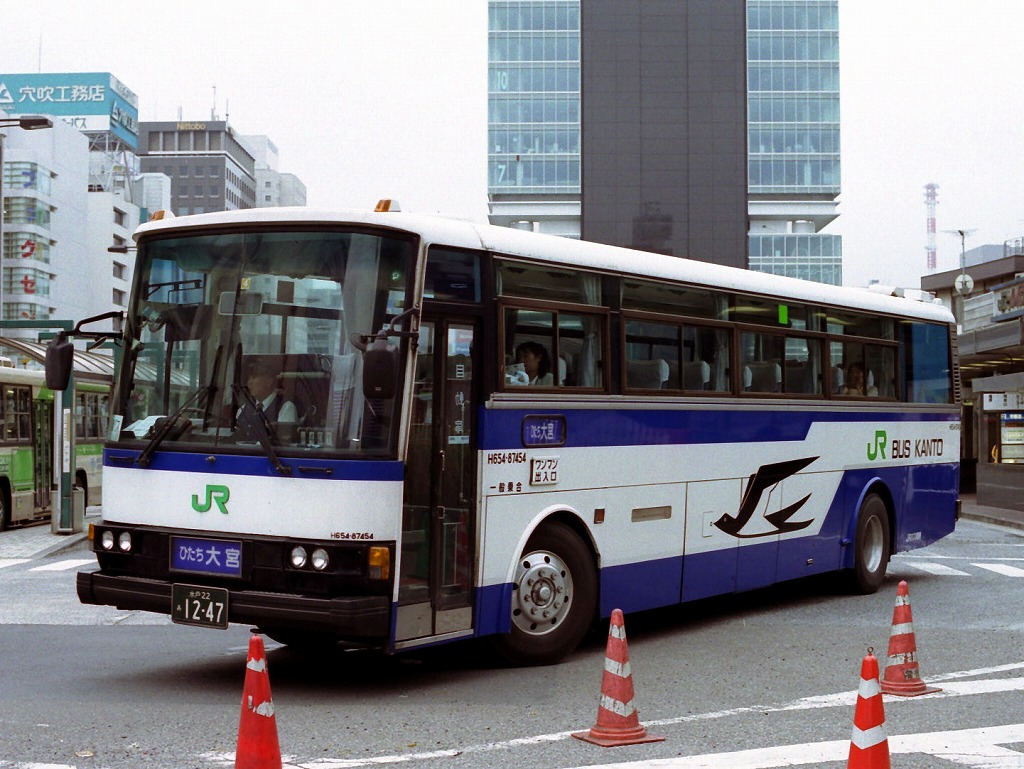
かつてはJRバス関東も運行していた

- 2001年（平成13年）4月1日 - JRバス関東と茨城交通の2社で運行開始[108]（1日4往復）。うち1往復（土・日曜日および祝祭日のみ運行。月により運行会社が交替していた）は東京駅早朝発、常陸大宮夜間発で、上下便とも東京駅発着（上野駅は経由しなかった）であった。
- 2002年（平成14年）7月20日 - 時刻改正（東京駅早朝発、常陸大宮夜間発の時刻を振り替え）。全便が毎日運行便、新宿駅発着となる。
- 2003年（平成15年）8月1日 - JRバス担当便のうち1往復が烏山駅に延長（途中緒川村役場前、道の駅みわに停車。2004年末頃から烏山発着便には「山あげ号」の愛称がつくようになる）。
- 2004年（平成16年）2月20日 - 茨城交通担当便（2往復とも）が茨交県北バス大子営業所（当時）に延長。JRバス担当便は全便烏山駅発着となる。
- 2006年（平成18年）12月20日 - JRバス担当便の常陸大宮～烏山間を廃止（同時に「山あげ号」の愛称も廃止）。
- 2008年（平成20年）
  - 1月16日 - 常陸大宮発着便を2往復増便、計1日6往復となる。うち3往復（大子2、大宮1）は東京駅発着（上り便は上野駅経由）となる。
  - 7月1日 - 常陸大子発着便を1往復増便、常陸大宮発着便を2往復減便。計1日5往復となる。
- 2009年（平成21年）10月1日 - JRバス関東が撤退、全便が茨城交通の担当となる。
- 2010年（平成22年）4月1日 - 茨交県北バス大子営業所バス停の名称を茨城交通大子営業所に変更。
- 2019年（平成31年）4月22日 - 大子系統で一部経路変更。JA常陸奥久慈バス停を新設、上小川駅バス停を廃止[124]。
- 2020年（令和2年）
  - 3月23日 - 新型コロナウイルスの影響により、この日より同年3月31日までの予定（のち同年4月10日まで→「当面の間」に延長）で1往復を運休[36]。
  - 4月20日 - この日より当面の間、1往復（大子線）のみの運行となる[99]。
  - 5月11日 - この日より当面の間全便運休[37]。
  - 5月27日 - 1往復（大子線）の運行を再開[100]。
  - 7月3日 - 一部便の運行を再開[38]。
  - 8月11日 - 移動需要の減少により、1日1往復（大子線）に減便[72]。
  - 9月16日 - 移動需要の減少により全便運休となる[103]。
- 2021年（令和3年）
  - 1月15日 - この日より当面の間全便運休[39]。
  - 7月22日 - 1往復の運行を再開[41]。
  - 8月5日 - 移動需要の減少により、この日より全便運休[42]。
  - 10月23日 - 1往復の運行を再開[43]。
  - 12月17日 - 1往復の運行を再開。これにより1日2往復となる[82]。
- 2022年（令和4年）
  - 1月11日 - この日より全便運休[45]。
  - 4月15日 - 1往復（大子線）の運行を再開[111]。
  - 11月19日 - 1往復（大子線）の運行を再開[104]。
- 2023年（令和5年）
  - 1月1日 - 運賃改定[52]。
  - 2月1日 - 大子線に「大子町役場」停留所を新設。[125]
  - 2月6日 - この日より同年3月5日まで、1往復を土曜・日曜・祝日のみの運行に変更[113]。
  - 3月6日 - 毎日運行便1往復の運行を再開（土曜・日曜・祝日運行便は運休となる）[114]。
  - 4月29日 - 大子町役場付近のルートを変更。これに伴い道の駅南バス停を廃止[126]。
- 2024年（令和6年）
  - 4月22日 - この日より土曜・日曜・祝日運行便1往復（大子線）の運行を再開。大子線は平日2往復、土休日3往復の運行となる。大宮線は引き続き運休[127]。

### ひたち号

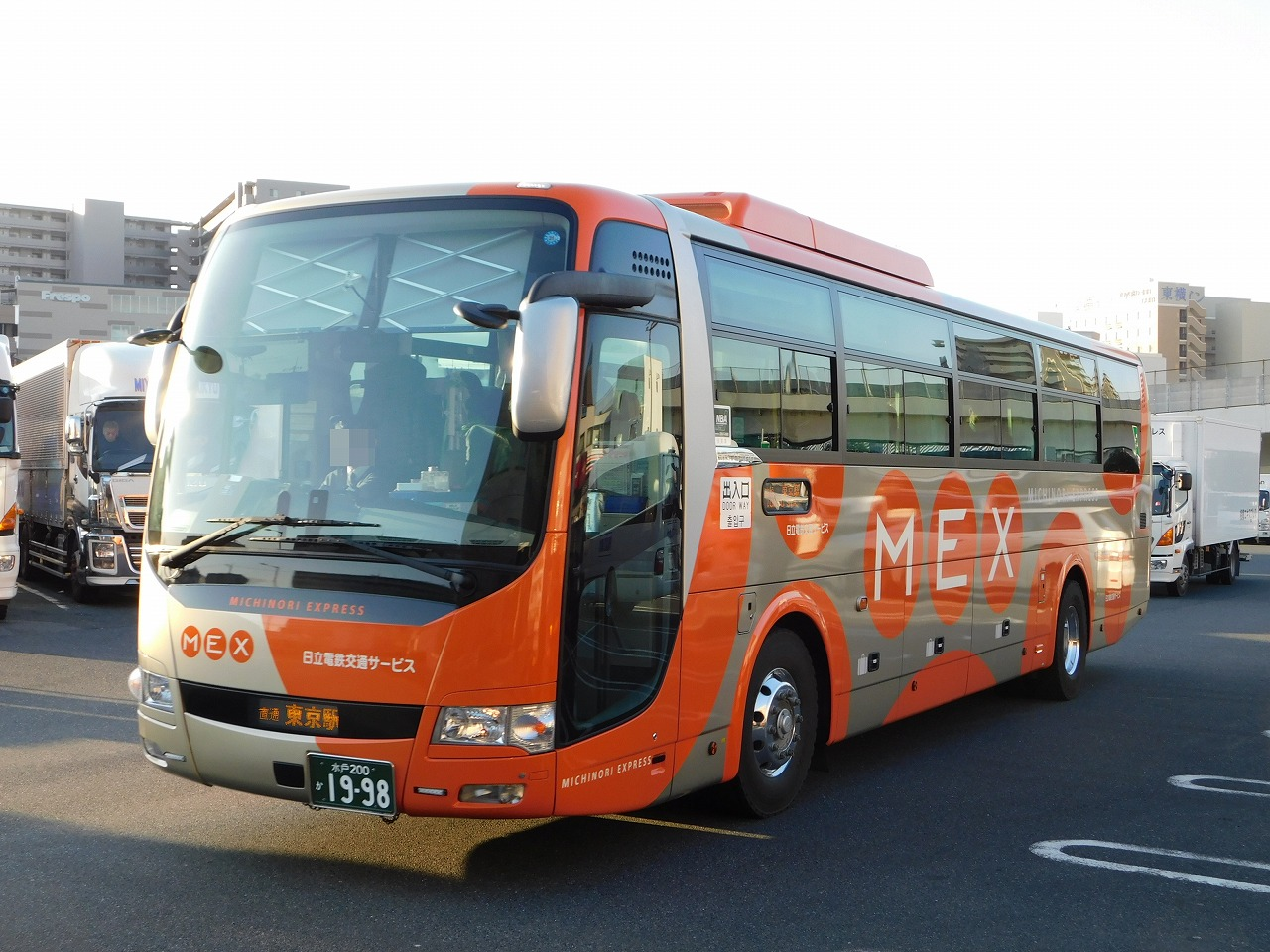
ひたち号（日立電鉄交通サービス（撮影当時。現・茨城交通）

1988年6月1日に運行を開始した、東京都千代田区と茨城県日立市・高萩市を結ぶ路線である。一時北茨城市役所・五浦観光ホテル発着便が運行されていた時期もある。また、一時期すべて日立市（神峰営業所、一部便は国民宿舎鵜の岬前）発着となっていたが、2011年7月15日のダイヤ改正（実際は東日本大震災における緊急支援バスとして同年4月より運行）で高萩市への運行が復活している。
本路線の特徴は、平日と土休日の利用者数に大きな差がある ことで、特に日曜日には平日の3倍程度の利用者数となることもあった。利用者数が少ないため、運行開始当初は便指定予約制度を導入していた。その後座席定員制となり、現在は全便座席指定制である。増便も行なわれ、2018年12月1日時点では1日21往復（うち下り最終便は深夜便「ミッドナイトひたち号」。ほか金・土・日・祝日運行便2往復あり）が運行されており、うち上り2便（茨城交通便）は日立中央IC経由（城南町一丁目〜石名坂間非経由）である。上下とも、全便谷田部東PAで休憩する。
ジェイアールバス関東・茨城交通（神峰営業所・日立南営業所）の共同運行。
運行系統
- 東京駅 - 水戸北スマートインター - 新田中内 - 常陸多賀駅 - 日立駅（中央口） - 神峰営業所 - シーマークスクエア（ - 国民宿舎鵜の岬前 / 高萩駅）

歴史
- 1988年（昭和63年）6月1日 - 東京駅 - 日立駅間を「日立号」として、1日4往復で運行開始[128]。
- 1989年（平成元年）12月22日 - 日立南IC入口に停留所新設（新田中内）。
- 1992年（平成4年）1月 - 金・土・日曜日・祝日及び多客期運行の臨時便2往復を設定。平日の上り便を上野駅経由とする。
- 1993年（平成5年）3月27日 - 日立駅 - 高萩駅間路線延長（1日4往復）[129]。日立駅発着便2往復と合わせて毎日運行1日6往復となる[129]。
- 1996年（平成8年）6月21日 - 金・土・日曜日・祝日及び多客期運行の臨時便2往復を設定。うち上り2本は日立中央IC経由の「超特急日立号」。高萩駅発着便は3往復に減便。
- 1999年（平成11年）2月 - 臨時便2往復が毎日運行となり、1日8往復となる。
- 2001年（平成13年）3月30日 - 高萩IC経由北茨城市役所前行2往復が運行開始。計1日10往復となる。高萩駅発着便は2往復に減便。
- 2002年（平成14年）10月1日 - 北茨城市役所前発着便のうち1往復（JR担当便）を五浦観光ホテル発着に変更。高萩駅発着便は3往復に戻る。「超特急日立号」の運行を休止。上り便のうち2往復が常陸多賀駅経由から電鉄プラザ前経由に変更。
- 2005年（平成17年）7月1日 - 北茨城・五浦系統を高萩系統に変更。常陸多賀駅経由と電鉄プラザ多賀店経由の2系統を前者に統一（電鉄プラザ多賀店は同年閉店）。下り最終便を1時間繰り下げて予約制に変更。
- 2006年（平成18年）10月1日 - 日立駅発着便を1日11往復に増便。高萩駅発着は速達便（高萩IC経由）の1往復のみとなる（日立駅 - 高萩駅間廃止）。全便座席指定制に変更。JRバス関東土浦支店が運行に参加。
- 2007年（平成19年）10月1日 - 高萩駅発着の1往復がJR→日立電鉄担当に変更。
- 2008年（平成20年）
  - 6月16日 - 2009年3月31日まで、東京方面の渋滞解消を目的に八潮PA→八潮駅でのつくばエクスプレスへの乗り継ぎにより秋葉原方面への運賃が100円になる実証実験を行った（2009年4月1日より本格運行開始）。
  - 7月1日 - 日立発着便を2往復増便、計1日14往復となる。あわせて日立発着便は全便神峰営業所発着となる。日立発着便の日立中央IC経由便が復活（朝の上り1便）。
- 2009年（平成21年）
  - 4月1日 - 高萩系統を廃止、東京駅〜日立（神峰営業所）系統を1日18往復に増便。うち上りの日立中央IC経由便を2往復に増便。
  - 12月1日 - 1日20往復に増便。この日より上り日立中央IC経由便が「銀行前」バス停に停車。
- 2010年（平成22年）7月20日 - 一部便（2往復）を国民宿舎鵜の岬前に延長。金〜日曜・祝日および繁忙期運行の臨時便（2往復）を設定。
- 2011年（平成23年）
  - 4月4日 - 2往復増便、1日22往復（ほか臨時便2往復）となる（下り便は同年4月1日より運行）。緊急支援バスとして一部便（2往復）を高萩駅に延長（同年3月11日に発生した東北地方太平洋沖地震以降、国民宿舎鵜の岬への乗り入れは中止）。
  - 4月29日 - この日より国民宿舎鵜の岬への乗り入れを再開。
  - 7月15日 - 高萩駅発着の直通便1日2往復の運行を開始（ほかに日立市内経由の高萩駅発着便1日1往復あり）。
- 2012年（平成24年）6月1日 - 新田中内までの運賃を日立市内と同額に改定。季節運行便を廃止。
- 2013年（平成25年）9月1日 - 金・土・休日運行便を1往復増便（ほか毎日運行便1往復を金・土・休日運行に変更）。全日都営浅草駅・上野駅経由となる。
- 2014年（平成26年）10月1日 - 下り最終便を「ミッドナイトひたち号」とし、深夜運賃を導入[130]。
- 2018年（平成30年）12月1日 - この日より、上り便は日曜祝日に加えて土曜日も都営浅草駅、上野駅に停車せず、東京駅直行となる[62]。
- 2019年（令和元年）5月1日 - 日立電鉄交通サービスと茨城交通との経営統合により、旧・日立電鉄交通サービス担当便の運行会社が茨城交通（神峰営業所）に変更。
- 2020年（令和2年）
  - 4月8日 - 新型コロナウイルスの影響により、この日より同年4月30日まで4往復（うち2往復は土日祝日運行便）を運休[131]。
  - 4月11日 - 運休便を拡大、7往復のみの運行となる[99]。
  - 5月1日 - 運休便をさらに拡大、5往復のみの運行となる[132]。
  - 6月12日 - 1往復の運行を再開、計6往復となる[133]。
  - 6月19日 - 2往復の運行を再開、計8往復となる[134]。
  - 9月16日 - 移動需要の減少により2往復を減便、計6往復となる[103]。
  - 11月1日 - 週末等（金土日祝日および繁忙期）に2往復増便[135]。
- 2021年（令和3年）
  - 1月15日 - この日より週末等運行便を運休、計6往復で運行[136]。
  - 3月12日 - 週末等（金土日祝日および繁忙期）に2往復増便[137]。
  - 5月10日 - 首都高速道路「呉服橋出入口」廃止に伴い、土曜・休日上りの運行経路・時刻を変更[78]。
  - 6月7日 - 平日の上り便の都営浅草駅、上野駅の停車を廃止し、平日上りの運行経路・時刻を変更[13][80]。
  - 11月1日 - 平日・休日とも1日10往復に増便、高萩駅への乗り入れを再開[138][139]。
  - 12月24日 - 平日15往復、金土日祝日および祝前日は16往復に増便[140][141]。
- 2022年（令和4年）
  - 1月28日 - 週末等運行便1往復を含む3往復を減便、1日13往復となる[142]。
  - 2月1日 - 1往復を減便、1日12往復となる[143]。
  - 2月14日 - 2往復を減便、1日10往復となる[144]。
  - 3月1日 - 1往復を減便、1日9往復となる[145]。
  - 3月18日 - 3往復増便、1日12往復となる[146]。
  - 4月28日 - 週末等運行便を3往復増便[147]。
  - 5月9日 - 週末等運行便1往復を毎日運行に変更（同年5月31日まで→のち延長）[148]。
  - 7月22日 - 毎日運行便1往復、週末等運行便1往復を増便[149]。
  - 8月1日 - 運賃改定。カレンダー運賃を設定[150][151]。
- 2023年（令和5年）
  - 3月24日 - この日をもって茨城交通（旧：日立電鉄交通サービス）の一般路線バスとの乗継割引および電鉄タクシーとの乗継割引を終了[152]。
  - 4月29日 - 平日12往復、土休日16往復に減便。この日より茨城交通担当便が『水戸北スマートインター』バス停に停車[153]。
  - 8月1日 - 平日11往復、土休日15往復に減便。この日よりジェイアールバス関東担当便も『水戸北スマートインター』バス停に停車[154][155]。
- 2024年（令和6年）
  - 3月15日 - 週末等運行便を4往復に減便。茨城交通担当便の神峰営業所発着便をシーマークスクエアに延伸（高萩駅、国民宿舎鵜の岬発着便は国道6号上の「祝崎」バス停に停車）[156]。運賃改定。往復乗車券の有効期間を5日から3日に変更[157]。
  - 11月1日 - ジェイアールバス関東担当便もシーマークスクエアへの乗り入れを開始。往復割引運賃（3DAYSリターンきっぷ）を終了[158][159]。
- 2025年（令和7年）4月1日 - この日より2往復増便。平日12往復、土休日16往復となる。東京駅を22:00以降に発車する下り便に便別特別運賃を導入[160]。

### いわき号
1988年11月11日より3往復で運行開始した。この路線では、既に開設されていた「つくば号」・「みと号」や「ひたち号」と比較して長距離の路線であることから、所要時間の短縮を図るために途中停車地を高速道路上のバスストップに設定した ほか、他路線よりグレードの高い車両を導入した。また、途中のいわき好間では当初より高速バス利用者用駐車場を設置し、パークアンドライドにも対応させた。運行開始当初より便指定予約制度を導入している。その後増便され、2013年2月4日時点では平日1日30往復、土休日1日39往復（うち下り2本は金曜日も運行）が設定されている。2013年4月1日より1日12往復（2014年8月10日から下り便は全便）が北茨城インターに停車するようになった。2018年11月1日ダイヤ改正では、平日の運行本数を削減し、土休日の上り便6本が綾瀬駅、浅草駅に停車せずに東京駅へ直行するようになり、北茨城インターに停車する便を増やした。ミッドナイトいわき号の運行はなくなり、JRバス関東が運行する東京駅23：20発の不定期運行便（主に金曜日に運行）も運行されなくなっている。

### つくば研究学園 - バスタ新宿線
バスタ新宿と研究学園地区をダイレクトで結ぶ高速バス路線として2024年10月1日に関東鉄道が開設した路線である。1日2往復で関東鉄道が先行開業したのち、12月10日より新たに路線バス事業に参入した常南交通と共同運行を開始した。
運行系統
- 谷田部車庫 - 常南交通前 - 松代一丁目 - 研究学園駅 - 研究学園駅前公園 - 筑波西部工業団地 - バスタ新宿

歴史
- 2024年（令和6年）
  - 10月1日 - 1日2往復で運行開始[161]。（関東鉄道つくば中央営業所の単独運行）
  - 12月10日 - 常南交通が参入し、1日4往復に増便[162][163]。（関東鉄道つくば中央営業所と常南交通の共同運行）

## 過去に運行していた路線

### 江戸川台線
2001年7月11日に1日12往復で開業。東京駅から、現在のつくばエクスプレス沿線にあたる千葉県柏市の柏の葉地区、および流山市（青田地区・江戸川台駅）を結んだ。東武鉄道（運行開始当初）との共同運行で、2003年3月20日から14往復に増便された が、2005年4月1日には11往復に減便され、2006年2月28日限りで廃止となった。

### 流山おおたかの森・柏の葉線
東京駅と千葉北西部の流山市と柏市（柏の葉地区）を結ぶ路線として2021年10月1日より運行開始。都内と柏の葉地区を結ぶ路線としては、2006年に廃止となった江戸川台線（前述）以来となる。ジェイアールバス関東、東武バスセントラル、京成バスの3社が下り8便、上り9便を共同運行していた。
本路線の運行にあたり、ヴァル研究所が開発したバス座席予約システム「Sokko-bus」を導入した。
開業後、半年足らずの2022年5月16日からジェイアールバス関東が撤退し、東武バスセントラル、京成バスの2社が下り4便、上り1便を運行する。ただしジェイアールバス関東は休止扱いで、発着も従来通り下りは、東京駅八重洲南口発、上りは東京駅日本橋口着である。
2022年9月30日をもって廃止。
以降は、柏の葉公園総合競技場でのラグビーの試合開催日の臨時運行のみの不定期運行路線となった。

### 常総ルート
1999年2月1日に運行開始。鉄道では乗換えが必要な区間を直行する路線で、都心とベッドタウンを直結する高速バスは首都圏では初の設定である。通勤にも利用できるダイヤを設定し、一時は3ルートが運行されていたが、つくばエクスプレスの開業後の2007年に完全に並行する1ルートを廃止し、残りの2ルートも1ルートに再編された。同時にJRバス関東は直接運行から撤退し、運行支援のみ担当していた。2016年12月31日をもって運行を終了した。

### ニューつくばね号
1991年4月1日に運行を開始した、東京都千代田区と茨城県つくば市を結んでいた路線である。1日8往復が運行されていた（運行開始から運行終了まで変わらず）。
愛称の由来は、筑波山の異称「筑波嶺」（つくばね）から。1985年（昭和60年）3月まで、旧・日本国有鉄道（国鉄）が上野駅 - 勝田駅間で急行「つくばね」という列車を運行しており、その愛称を再び用いていた。
東京から筑波山麓への観光輸送に於ける直通需要を満たすとともに、国道408号・学園西大通り沿線の研究所（農業生物資源研究所、農業環境技術研究所、果樹研究所、国土地理院、土木研究所、高エネルギー加速器研究機構）など、「つくば号」ではカバーできないつくば市の谷田部・大穂・筑波地区の交通を補完する役割をもった。
2005年8月24日に首都圏新都市鉄道つくばエクスプレスが開業したため、この路線も経路を変更した。特に競合したつくば市西部で利用者数が減少したため、2006年9月30日を最後に運行を終了した。
なお、全停留所周辺で他のバス路線が通じているため、この路線の休止後に交通空白地帯となった沿線の地区はない。
歴史
- 1991年（平成3年）4月1日 - JRバス関東・関東鉄道の共同運行で運行開始。
- 2002年（平成14年）10月15日 - バス停新設（東光台一丁目、筑波支所前）。
- 2005年（平成17年）8月24日 - 松代四丁目 - 国土地理院間の経路を、自動車研究所前・東光台研究団地・東光台一丁目経由から吾妻二丁目西・春日一丁目経由に変更。あわせて運賃を値下げ。
- 2006年（平成18年）9月30日 - 運行終了。

### 江戸崎線
2000年7月25日に運行開始した、東京都千代田区と茨城県牛久市・阿見町・美浦村・稲敷市（旧江戸崎町）を結ぶ路線である。運行開始時は1日16往復運行されていたが減便を重ね、2010年5月1日時点では1日4往復が設定されていた。2008年6月30日限りでJRバス関東は直接運行から撤退（運行支援のみ担当）し、関東鉄道（竜ヶ崎営業所担当）の単独運行となっていたが、2011年3月31日をもって運行を終了した。
歴史

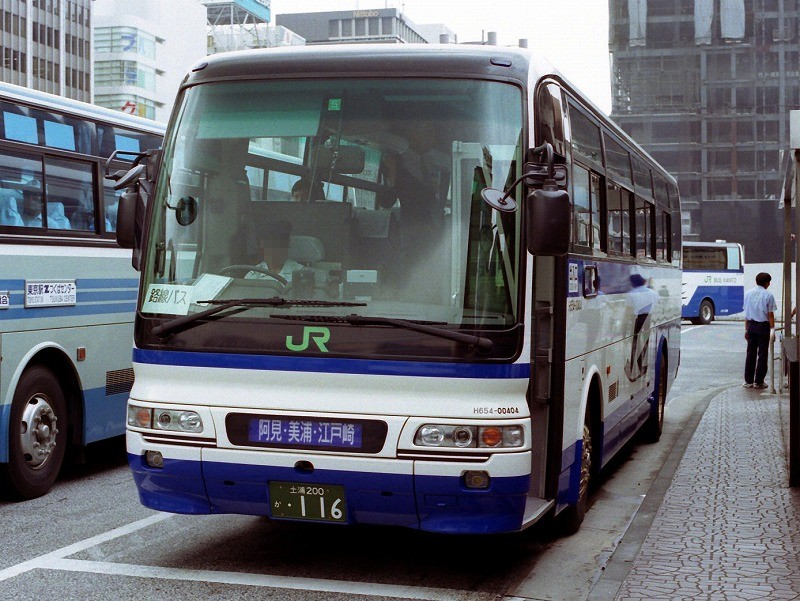
JRバス関東運行当時の東京 - 江戸崎線

- 2000年（平成12年）7月25日 - JRバス関東と関東鉄道2社で運行開始。1日16往復（各社8往復）、うち4往復は阿見中央発着。
- 2004年（平成16年）10月20日 - 阿見中央発着便を休止、1日12往復に減便。
- 2006年（平成18年）9月1日 - 1日8往復に減便。
- 2007年（平成19年）12月20日 - 一部ルート変更に伴い、バス停新設（稲岡南・ひたち野うしく・二区西）および廃止（関鉄ニュータウンつくば・北荒川沖）、江戸崎側をスーパー「エコス」江戸崎店の発着から、JRバスの江戸崎営業所を経由して関鉄の江戸崎営業所の発着に変更。上り便が都営浅草駅に停車（平日のみ）。阿見原西までの運賃を1,250円から1,000円に値下げ。東京医大前以北で「1ウィークリターン乗車券」を設定などテコ入れが行われた。
- 2008年（平成20年）6月30日 - この日の運行をもってJRバス関東が撤退。翌7月より関鉄単独運行となり、1日4往復に減便。
- 2009年（平成21年）4月1日 - つくばエクスプレスへの乗り継ぎ路線に加わる。利用者の希望がある場合、上りのみ首都高速6号三郷線八潮PAに停車。100円で八潮駅から接続乗車できるチケットも発券される。
- 2011年（平成23年）3月31日 - この日をもって運行を終了。

### あみプレミアム・アウトレット、龍ヶ崎ニュータウン線
2012年7月11日運行開始。東京駅とあみプレミアム・アウトレット、竜ヶ崎ニュータウンを結ぶ路線。開始当初は関東鉄道とジェイアールバステックの共同運行であったが、末期は関東鉄道の単独運行となった。全路線が東京駅と龍ヶ岡地区（白羽・城ノ内など）までを結んでいた。経由地は時間帯により異なり、東京駅を午前中に出発する便と、竜ヶ崎ニュータウン内を14時以降に出発する便のみ「アウトレットルート」としてあみプレミアム・アウトレットを経由し、それ以外の時間は「小池ルート」として北竜台地区（久保台・長山など）を経由していた。
上り便は八潮PA、都営浅草駅、上野駅に停車していたが、日祭日も一部の便が都営浅草駅、上野駅に停車していた。
運行開始当時より利用者が少ない状況が続き、2013年9月30日に僅か1年で運行終了した。
歴史
- 2012年（平成24年）7月11日 - 運行開始。
- 2013年（平成25年）
  - 3月1日 - 上り小池ルートが5本→4本。下りアウトレットルートが3本→2本に減便。
  - 7月11日 - 小池ルート・アウトレットルートともに上下各2本に減便。ジェイアールバステックが撤退し、関東鉄道単独運行となる。
  - 9月30日 - 運行終了。

## 使用車両
運行開始当初、「つくば号」・「みと号」・「日立号」とも便所なし49人乗りハイデッカーを使用していた。「いわき号」の運行開始当初は、長距離路線であることから 36人乗り便所付スーパーハイデッカーを投入した。その後、各社・各路線とも便所付のハイデッカーに置き換えを行っている。
「吉川・松伏号」では、運行当初から、他の路線の間合い運用により運行していたため、担当する支店も東京・館山・宇都宮・小諸・長野原と多岐にわたっており、特に東京支店担当便では、「ドリーム号」や「昼特急」用のダブルデッカー車も運用に入ることがあった。

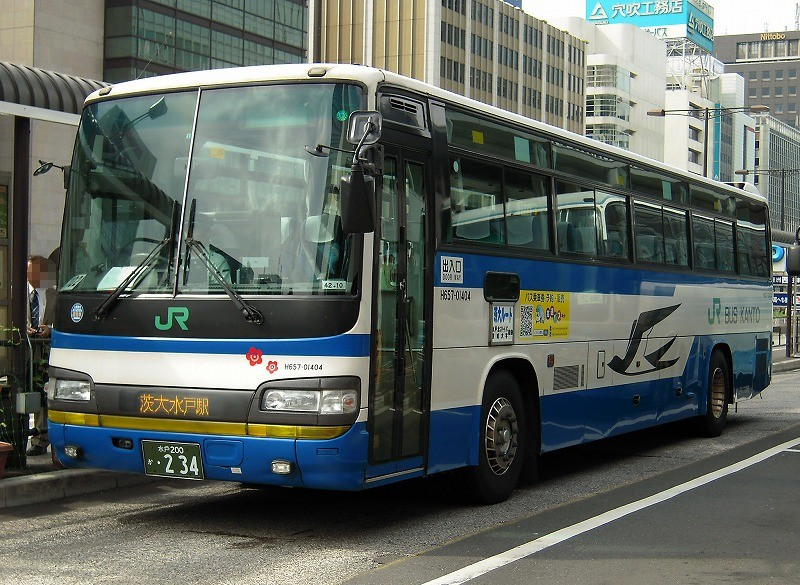
JRバス関東（みと号）
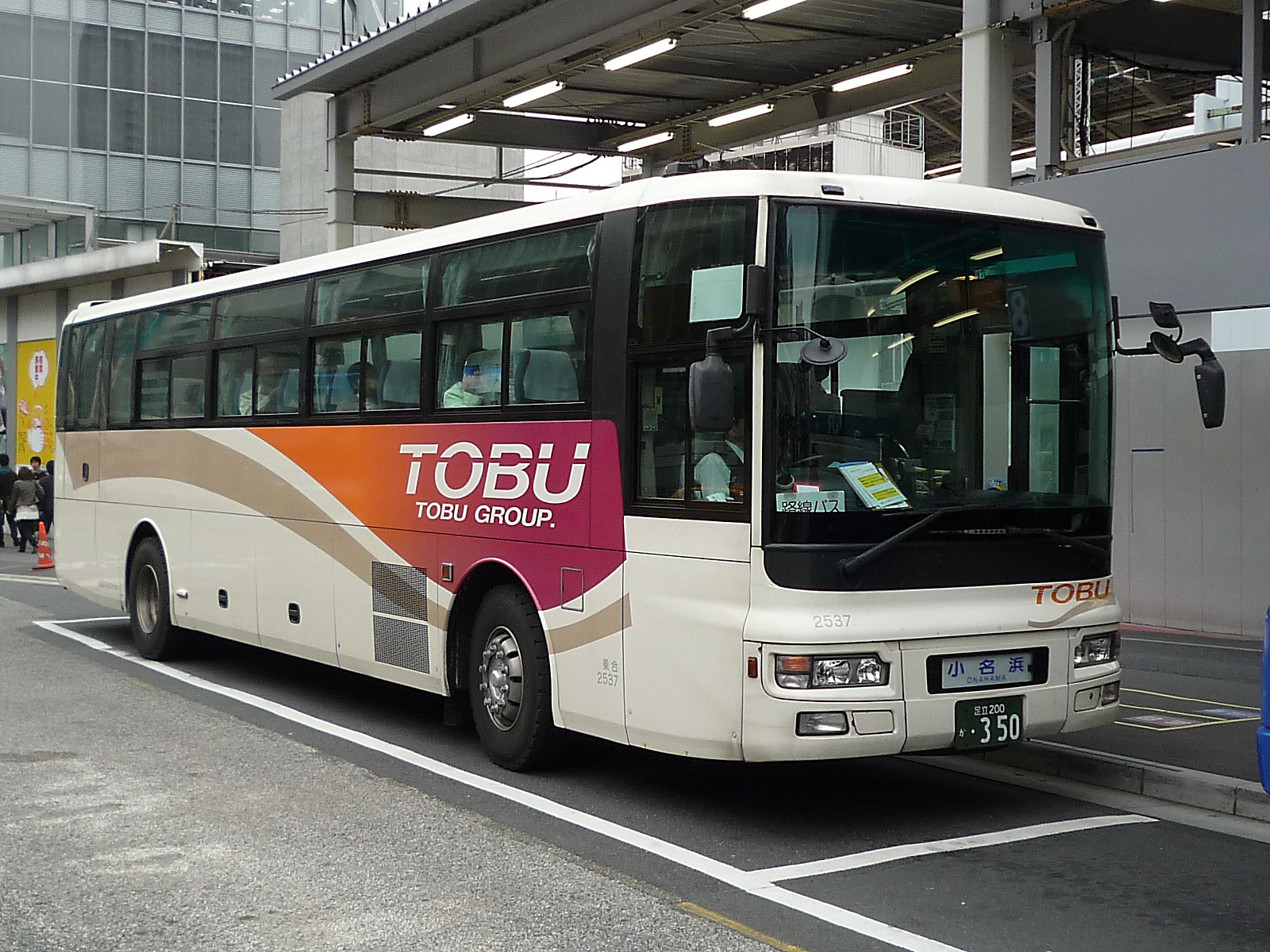
東武バスセントラル（いわき号）
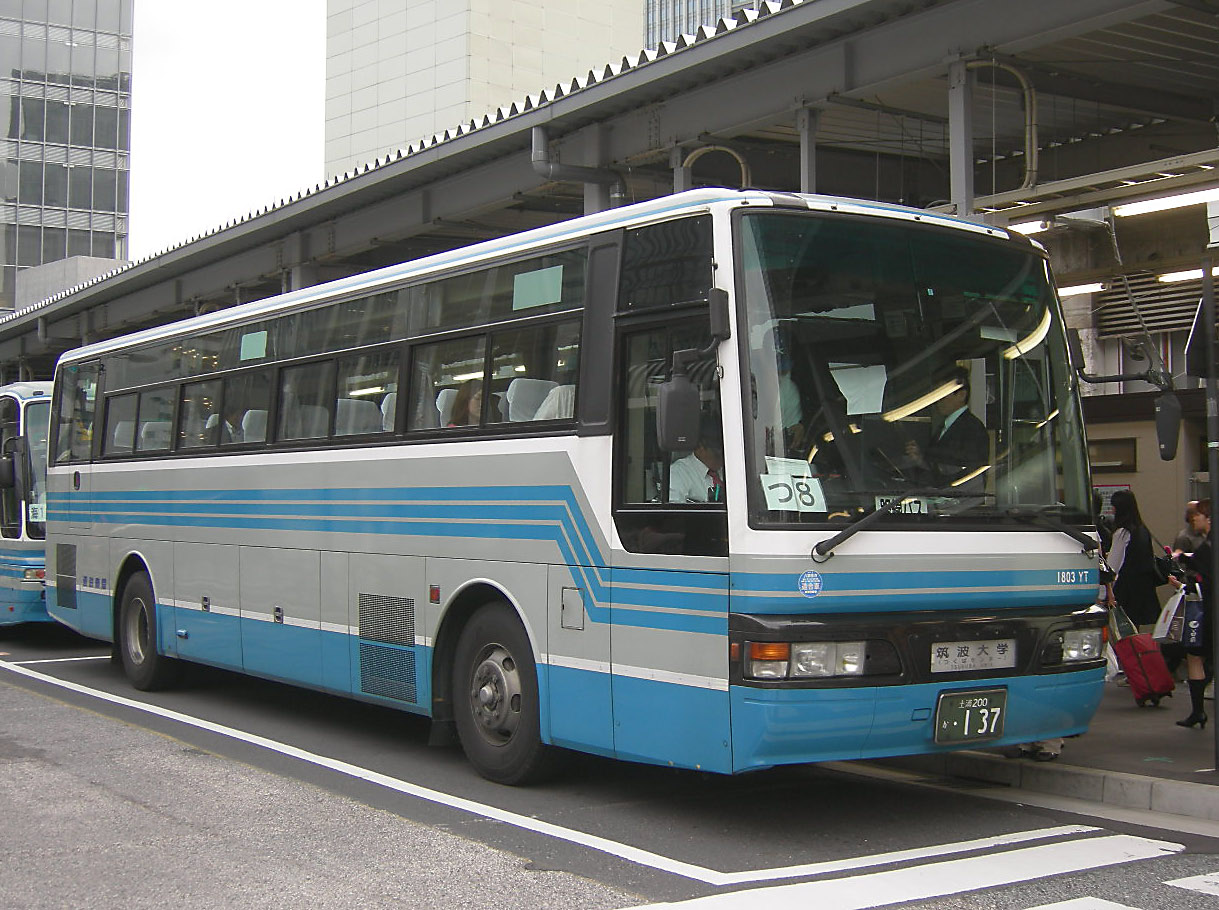
関東鉄道（つくば号）
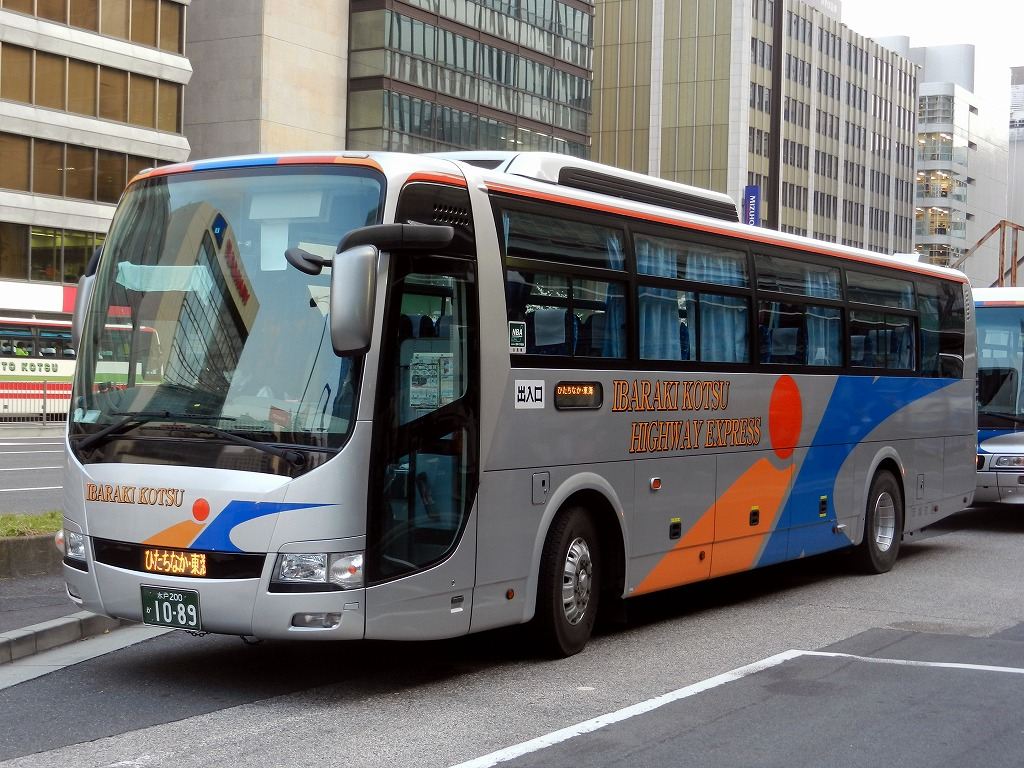
茨城交通（勝田・東海号）
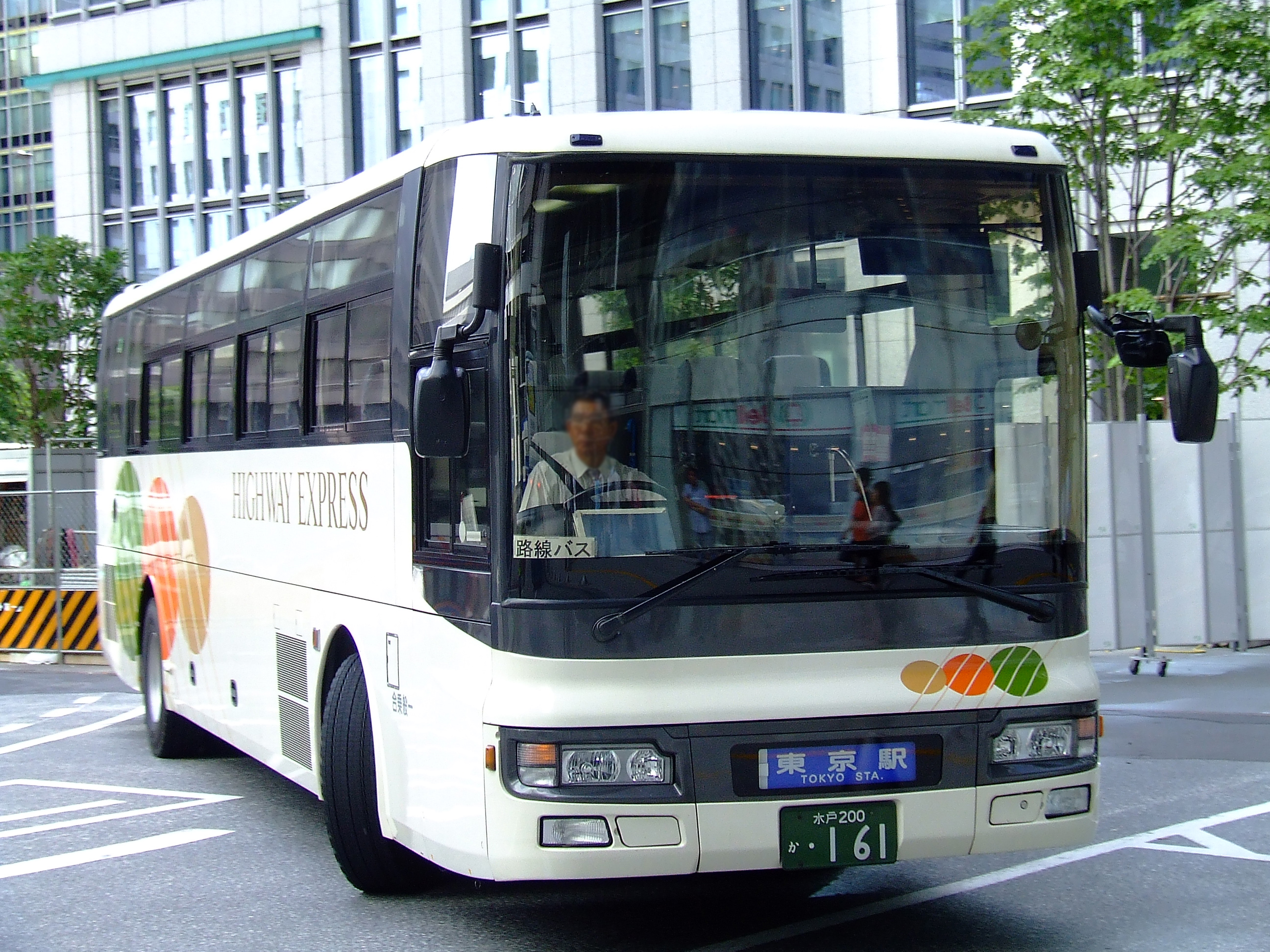
日立電鉄交通サービス（撮影当時。現・茨城交通、ひたち号）
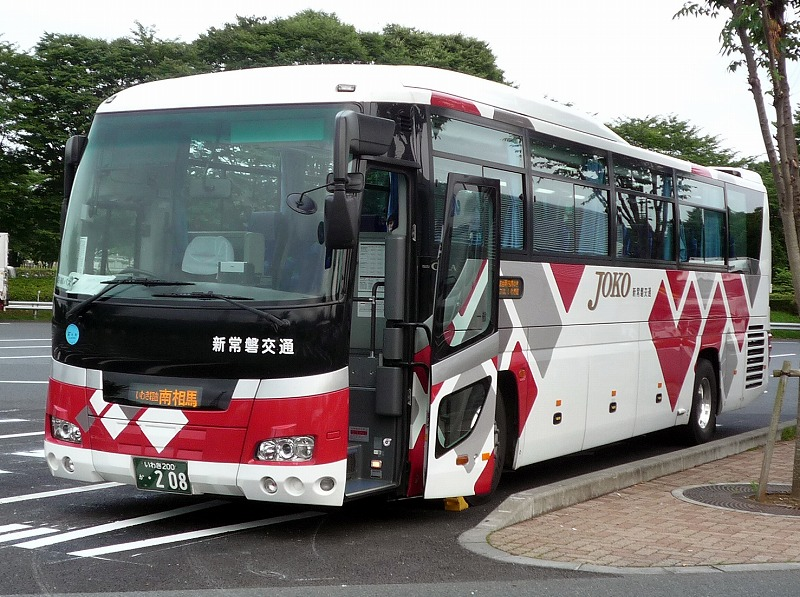
新常磐交通（いわき号）